# 성적 인신매매

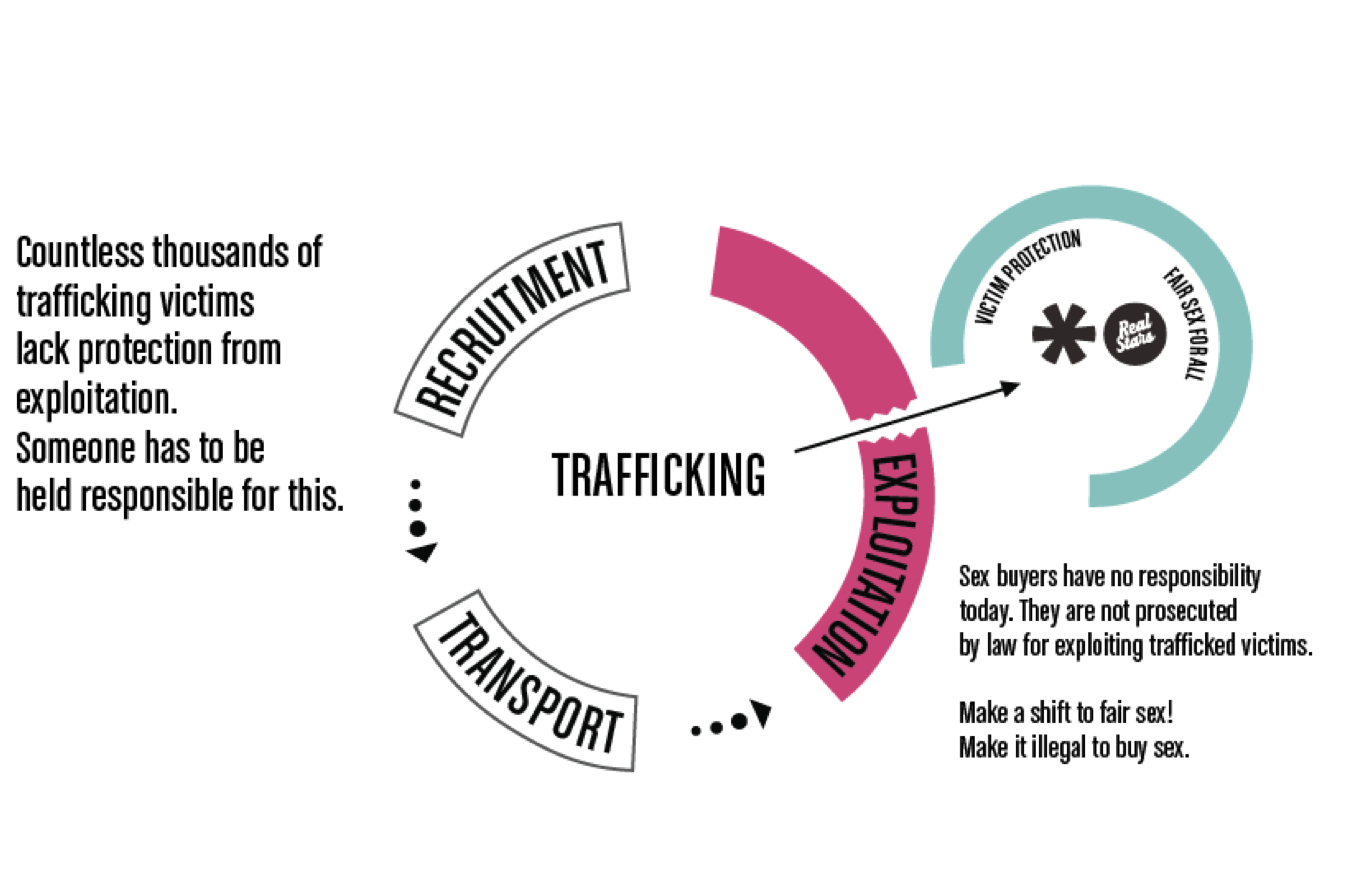
스웨덴 반성매매 운동가들이 설명하는 성적 인신매매 사업 모델

성적 인신매매(sex trafficking)는 성적 착취를 목적으로 하는 인신매매이다. 이러한 범죄의 가해자는 성적 인신매매범(sex trafficker) 또는 포주라고 불린다. 이들은 피해자를 조작하여 유료 고객과 다양한 형태의 상업적 성매매에 참여하게 한다. 성적 인신매매범은 피해자를 모집, 운송, 성매매에 이용할 때 강제, 사기, 협박을 사용한다. 때로는 피해자가 재정적 또는 감정적으로 인신매매범에게 의존하는 상황에 놓이기도 한다. 성적 인신매매의 모든 측면은 피해자 획득부터 운송 및 착취에 이르기까지 범죄로 간주된다. 여기에는 아동 성관광 및 국내 미성년자 성매매(DMST)를 포함하여 성인 또는 미성년자에 대한 모든 성적 착취가 포함된다. 이는 피해자들이 성노예의 한 형태로 비자발적으로 성행위를 강요당한다는 점에서 현대판 노예 제도의 한 형태로 불려왔다.
2012년, 국제 노동 기구(ILO)는 2,090만 명의 사람들이 강제 노동에 시달렸으며, 이 중 22% (450만 명)가 강제 성 착취의 피해자였고, 그 중 30만 명은 선진 경제국 및 유럽 연합에 있었다고 보고했다. ILO는 2016년에 추정되는 2,500만 명의 강제 노동자 중 500만 명이 성 착취의 피해자였다고 보고했다. 그러나 성적 인신매매의 은밀성 때문에 정확하고 신뢰할 수 있는 통계를 얻는 것은 연구자들에게 어려운 일이다. ILO에 따르면 성노예에 대한 전 세계 상업적 이익은 990억 미국 달러로 추정된다. 2005년에는 총 인신매매에 대한 수치가 90억 미국 달러로 제시되었다.
성적 인신매매는 일반적으로 탈출이 어렵고 위험한 상황에서 발생한다. 인신매매범 네트워크는 모든 국가에 존재한다. 따라서 피해자들은 종종 주(州) 경계와 국경을 넘어 인신매매되며, 이는 관할권 문제를 야기하고 사건을 기소하기 어렵게 만든다.

## 정의

### 전 세계적 사용
2000년에 여러 나라들은 유엔이 정한 정의를 채택했다. 유엔 국제 조직 범죄 방지 협약, 인신매매, 특히 여성과 아동의 인신매매를 예방, 억제, 처벌하기 위한 의정서는 팔레르모 의정서라고도 불린다. 팔레르모 의정서가 이 정의를 만들었다. 2000년에 팔레르모 의정서가 발표되었을 때 유엔 192개 회원국 중 147개국이 이를 비준했다. 2017년 9월 현재 171개국이 당사국이다. 팔레르모 의정서 제3조는 다음과 같이 정의한다.
(a) "인신매매"란 착취를 목적으로, 위협 또는 무력 사용, 기타 형태의 강압, 납치, 사기, 기만, 권력 남용 또는 취약한 지위 남용, 또는 타인을 통제하는 사람의 동의를 얻기 위한 대가 또는 이익 제공의 수단을 통해 사람을 모집, 운송, 이전, 은닉 또는 수령하는 것을 의미한다.
착취는 최소한 타인의 매춘 착취 또는 기타 형태의 성적 착취, 강제 노동 또는 서비스, 노예 제도 또는 노예 제도와 유사한 관행, 예속 또는 장기 제거를 포함한다.
(b) 본 조항 (a)항에 명시된 의도된 착취에 대한 인신매매 피해자의 동의는 (a)항에 명시된 수단 중 어느 하나라도 사용된 경우에는 무관하다.
(c) 착취를 목적으로 한 아동의 모집, 운송, 이전, 은닉 또는 수령은 본 조항 (a)항에 명시된 수단 중 어느 것도 포함되지 않는 경우에도 "인신매매"로 간주된다.
(d) "아동"이란 18세 미만의 모든 사람을 의미한다.

팔레르모 의정서 제5조는 회원국이 제3조에 명시된 정의에 따라 인신매매를 범죄화하도록 요구하지만, 많은 회원국의 국내법은 제3조보다 더 좁은 정의를 반영한다. 이러한 국가들은 제5조를 준수한다고 주장하지만, 그들의 좁은 법률은 더 넓은 정의에 따라 기소될 수 있는 인신매매범이 더 적게 기소되도록 이끈다.
유엔은 인신매매 퇴치를 위한 다양한 도구를 마련했는데, 여기에는 인신매매에 관한 글로벌 보고서와 인신매매 방지 기관 간 조정 그룹이 포함된다. 인신매매에 관한 글로벌 보고서는 155개국에서 수집된 데이터를 바탕으로 새로운 정보를 제공한다. 이 보고서는 인신매매의 범위와 이를 퇴치하기 위해 무엇을 하고 있는지에 대한 최초의 글로벌 평가를 제공한다. 유엔 총회는 인신매매 근절 조치에 관한 여러 결의안을 통과시켰다. 2010년에는 인신매매 퇴치를 위한 유엔 글로벌 행동 계획이 채택되었다. 다양한 다른 조직들도 성적 인신매매에 대한 글로벌 노력에 참여했다. "유엔 의정서는 국제적인 인신매매 퇴치 노력의 초석이다." 이 의정서는 성적 인신매매의 특정 요소를 정의한다: 피해자 모집 및 운송을 설명하는 "행동", 강압, 사기 또는 권력 남용을 포함하는 "수단", 그리고 매춘, 강제 노동 또는 노예 제도, 장기 제거와 같은 착취를 포함하는 "목적"이다. 유엔은 회원국이 인신매매를 범죄 행위로 확립하도록 요구한다.

### 미국
성적 인신매매에 대한 국제적으로 인정된 정의는 2000년 인신매매법(Trafficking Act of 2000)을 통해 확립되었다. 미국은 인신매매 범죄화 지침에 대한 혼란과 불일치를 명확히 하기 위해 2000년 인신매매 및 폭력 피해자 보호법(TVPA)을 통과시켰다. 이 법을 통해 성적 인신매매 범죄는 "상업적 성행위를 목적으로 사람을 모집, 은닉, 운송, 제공 또는 획득하는 행위"로 정의되었다. 이 법률에 따르면 피해자가 18세 미만 아동인 경우 강제, 사기 또는 협박이 입증될 필요가 없다. 인신매매에 대해 광범위하게 글을 쓴 토마스 제퍼슨 법과대학의 교수인 수잔 티펜브룬(Susan Tiefenbrun)은 이 법에서 다루는 피해자들에 대한 연구를 수행하여 매년 전 세계적으로 2백만 명 이상의 여성들이 성 착취를 위해 매매된다는 사실을 발견했다. 청소년 및 인신매매와 관련된 기존의 법적 불일치를 명확히 하기 위해 미국은 아동과 관련된 더 다양한 착취 상황을 정의하기 위한 법적 조치를 취했다. 그들이 정의하고 초점을 맞춘 두 가지 용어는 "아동의 상업적 성 착취"와 "국내 미성년자 성매매"였다. 아동의 상업적 성 착취(CSEC)는 "음란물, 매춘, 아동 성관광, 아동 결혼을 포함한 여러 형태의 착취"로 정의된다. 국내 미성년자 성매매(DMST)는 CSEC 상황의 하위 집합을 나타내는 용어로, "18세 미만의 미국 시민 또는 영주권자인 아동과의 성매매를 현금, 물품 또는 기타 가치 있는 것을 대가로 교환하는 것"을 의미한다.
ECPAT USA에 따르면 거리 매춘에 유입되는 평균 연령은 12세에서 14세 사이다. 거리 매춘의 인구 통계는 빈곤한 여성, 아동, 소수 민족, 이민자로 다양하다. 미국에서는 성적 인신매매범들이 종종 공공장소에서 피해자를 찾는다. 피해자들은 종종 돈, 주택, 또는 모델링 작업과 같은 일자리 약속으로 유인된다. 피해자가 어리거나 노숙자인 경우 특정 접근 방식에 대한 취약성이 증가한다. 감정적, 신체적 강압은 피해자와 납치범 사이에 신뢰를 구축하는 데 사용된다. 이러한 강압은 인신매매범과 인신매매 피해자, 포주와 매춘부 사이의 관계를 식별하기 어렵게 만든다. 종종 합의된 성매매에 참여하는 피해자들은 자신들이 자유롭게 일할 수 있으며 많은 돈을 벌 수 있다고 속아 넘어간다. 피해자가 포주의 제안에 동의하면, 중독성 약물을 강제로 투여하고 돈을 주지 않으며 신체적/성적 학대를 가하여 떠나지 못하게 강제적으로 만류한다. 피해자들은 종종 재정과 기본적인 생존 문제로 인해 갇히게 되는데, 이는 가해자들이 종종 돈, 여권, 기본적인 필수품을 보험으로 보관하기 때문이다. 미국에서는 포주들이 사업체나 상점, 특히 네일 살롱이나 마사지 업소를 소유하는 것이 매우 일반적이다. 또한 미국 군사 기지 근처에서 성노예 사업이 행해지는 것도 매우 일반적이다.
노던 버지니아는 미국에서 성적 인신매매의 최고 중심지 중 하나이다. 국립 인신매매 자원 센터는 2018년에 노던 버지니아에서 198건의 인신매매 보고를 받았다고 보고했다. 2017년 버지니아는 검찰이 미성년자와 관련된 국내 성적 인신매매 사건에 관여한 상위 10개 연방 법원 관할 구역 중 4위를 차지했다.

## 인신매매범의 프로필 및 운영 방식

### 인신매매범의 프로필

#### 미국
지난 10년간 미국에서 체포된 아동 성착취 인신매매범 1,416명에 대한 2017년 분석에 따르면, 인신매매범의 75.4%는 남성이었고 24.4%는 여성이었다. 남성 인신매매범의 평균 연령은 29.2세였고, 여성 인신매매범의 평균 연령은 26.3세였다. 인종이 확인된 사람들 중 71.7%는 아프리카계 미국인이었고, 20.5%는 백인, 3.7%는 히스패닉이었으며, 나머지는 태평양 섬 주민/아시아인 및 기타로 분류되었다.

### 포주에 의한 인신매매
포주에 의해 통제되는 인신매매는 피해자가 단일 인신매매범, 때로는 포주라고 불리는 사람에게 통제된다. 피해자는 인신매매범에 의해 신체적으로, 심리적으로, 그리고/또는 감정적으로 통제될 수 있다. 인신매매범은 피해자를 통제하기 위해 강압과 약물, 그리고 감정적인 전술을 사용한다. 특정 상황에서는 윤간과 정신적 및 신체적 학대와 같은 다양한 형태의 폭력을 사용하기도 한다. 인신매매범은 때때로 결혼 제안이나 모델링 경력을 이용하여 피해자를 확보한다. 다른 경우에는 위협, 협박, 세뇌, 납치를 사용한다.
성적 그루밍이 흔히 사용된다. 인신매매범은 먼저 감정적 조작을 통해 피해자의 신뢰를 얻는다. 인신매매범은 사랑과 존경을 표현하거나, 일자리나 교육을 제안하거나, 새로운 장소로 가는 티켓을 사줄 수도 있다. 주로 제안되는 일의 종류는 요식업 및 호텔 산업, 바 및 클럽, 모델링 계약, 또는 오페어 일이다. 피해자가 편안함을 느끼게 되면, 그들은 피해자에게 성행위를 자발적으로 요청할 수 있다. 피해자는 자신들이 관계에 있다고 착각하여 동의할 수도 있다. 요청은 진전될 수 있으며, 인신매매범은 이전의 성행위를 언급하여 행동을 정상화시키려 할 수 있고, 특히 온라인에서 만남이 이루어질 경우 협박에 가담할 수도 있다. 피해자들은 사회적 파급 효과에 대한 두려움 때문에 갇히게 될 수 있다. 흔하지는 않지만, 피해자들이 납치당했다는 보고도 있었다. 소셜 미디어가 피해자를 그루밍하고 광고하는 데 사용되어 왔다.
피해자가 가해자와 합류한 후, 인신매매범의 요구에 응하지 않으면 신체적 처벌을 가하고 피해자와 그 가족에게 해를 가하거나 심지어 죽음까지 위협하는 등 피해자의 외부와의 통신을 제한하는 다양한 기술이 사용된다. 피해자들은 스톡홀름 증후군을 겪을 수도 있는데, 이는 납치범이 종종 피해자들을 자신과 로맨틱한 관계에 있다고 믿게 조작하기 때문이다.
인도에서는 어린 소녀들을 매춘에 빠뜨리는 인신매매범들이 종종 자신도 인신매매를 당했던 여성들이다. 성인이 되면 이들은 고향 마을에서 개인적인 관계와 신뢰를 이용하여 추가 소녀들을 모집한다. 또한 일부 이주 매춘부들은 자신이 매춘부로 일하게 될 것임을 알지만, "보스"로부터 부정확한 설명을 듣기 때문에 인신매매의 피해자가 될 수 있다. 따라서 그들은 새로운 목적지 국가에서 예상되는 성매매 조건에 대한 오해로 인해 착취를 당하게 된다.

### 조직폭력배가 통제하는 인신매매
조직폭력배가 통제하는 인신매매는 폭력 조직원들이 집단으로 수행한다는 점에서 다른 종류의 성적 인신매매와 다르다. 일반적으로 폭력 조직원들은 불법적이고 폭력적인 활동에 참여하도록 요구받거나 강요받는다. 이러한 범죄 행위 중 일부는 약물 유통, 강도, 약물 밀매, 공갈, 모살 등을 포함할 수 있다. 조직폭력배는 성적 인신매매를 돈을 더 빨리 버는 방법으로 볼 수 있으며, 약물 밀매보다 경찰의 주의를 덜 끈다고 생각할 수 있다.
성적 인신매매는 한 명의 인신매매 피해자가 수년에 걸쳐 돈을 벌 수 있으므로 비용과 시간 효율성이 더 높은 돈벌이 방법이다. 조직폭력배는 지역 내 다른 조직폭력배와 협력하여 공동의 성적 인신매매 조직으로 활동할 수 있다. 이는 다양한 피해자를 거래함으로써 이익을 늘릴 수 있게 해준다. 이는 고객, 즉 존(john)에게 더 다양한 선택권을 제공한다. 고객들은 종종 특정 '유형'의 피해자에 대해 더 큰 비용을 지불할 의향이 있다. 조직폭력배가 피해자를 공유하는 또 다른 이유는 이로 인해 법 집행 기관이 피해자를 추적하기 더 어려워져 긍정적인 신원 확인을 방해하기 때문이다.

### 그루밍
'로미오 포주' 또는 '러버보이'는 젊거나 취약한 개인(남성 또는 여성)을 의도적으로 사랑에 빠지게 하려는 사람들이다. 그렇게 함으로써 '러버보이'는 영향력이나 통제력을 얻고 그 개인을 성 산업에서 착취할 수 있다. 이 방법은 시간이 걸리므로 덜 일반적으로 사용되지만, 사라진 것은 아니다. '러버보이'의 방법은 소셜 미디어로 인해 진화하고 있다. 이러한 '러버보이'는 다른 사람들과 마찬가지로 취약한 개인의 온라인 프로필에 접근할 수 있다. 이는 그들이 많은 개인 정보를 얻고 선택한 대상과 사례 및 연결을 구축할 수 있게 해준다.
'러버보이'는 이제 피해자와 관계를 맺고 여행과 낭만적인 휴가를 가기로 동의한다. 여기서 '러버보이'는 피해자에게 자신의 의도를 드러낸다. 여행을 했다면 '러버보이'는 기회를 잡고 개인의 여권 및 신분증을 압수한다. 그러면 개인은 갇히게 되고 일반적으로 다음 인신매매범에게 넘겨진다.
조직폭력배 인신매매범은 일반적으로 신뢰를 구축하여 피해자를 선택하고 그루밍한다. 이는 피해자와 인신매매범 사이에 심리적, 감정적 연결을 만들기 위해 선물, 칭찬, 관심을 주는 것을 통해 이루어질 수 있다. 이를 로미오 방식(Romeo Method)이라고도 한다. 이는 다양한 조작 기술로 구성된다. 조직원은 피해자를 식당에 데려가고, 선물을 주고, 마약과 술을 제공하는 파티에 데려간다. 또한 그들의 약점을 파악하고 그들을 불리하게 만들 수 있는 취약점을 찾아낸다.
메간의 법은 성범죄자들이 그 지역 근처에 사는 것에 대한 정보를 지역 사회에 제공하기 위한 특정 절차를 마련한다. 이는 부모들이 자녀 주변에 누가 있는지 더 잘 알게 하고 자녀를 안전하게 지키는 것을 더 쉽게 만든다. 이는 그루밍을 더욱 방지하는 절차이다.

### 낙인
폭력 조직원들은 종종 특정 종류의 옷이나 색깔을 입어 조직에 대한 헌신이나 충성심을 증명한다. 또한 문신으로 몸에 조직을 새기는 것도 매우 흔하다. 많은 성매매 피해자들도 낙인찍힌다. 피해자들에게 강제로 문신을 새김으로써 인신매매범은 그 사람에 대한 소유권을 과시한다. 이 문신에는 인신매매범의 이름과 "충성", "존경"과 같은 상징이나 단어가 있을 수 있다. 이 문신의 위치는 종종 다양하다. 이러한 문신 중 일부는 목, 팔, 엉덩이, 등 또는 심지어 사타구니 위에 위치한다. 생존자들은 일반적으로 알려진 인신매매 기업을 운영하는 다른 조직폭력배들에게 낙인찍힌다. 예를 들어, 블러즈(Bloods), 포크 네이션(Folk Nation), 크립스(Crips), 라틴 킹스(Latin Kings), 헬스 엔젤스(Hell's Angels) 또는 유사한 조직들이다.

### 가족 내 인신매매
가족 내 인신매매는 피해자가 가족 구성원에 의해 통제되어 약물이나 돈과 같은 가치 있는 것을 대가로 성적으로 착취당하는 것이다. 이는 미성년자 인신매매에서 가장 흔하며 (예를 들어, 어머니가 집을 제공받는 대가로 남자친구가 아이를 학대하게 허용할 수 있다). 한 연구에 따르면 아동 피해자 전체의 60%가 성 인신매매범과 친족 관계인 것으로 나타났다. 또 다른 연구에 따르면 가족 내 인신매매는 어머니가 주도하는 경우가 가장 흔한데, 그녀가 사건의 64.5%에서 주범이었다. 아버지는 32.3%의 사건에서 인신매매범이었고, 나머지 3.2%는 다른 가족 구성원이었다. 가족 내 인신매매는 감지하기 어려울 수 있는데, 이 아이들은 종종 더 큰 자유를 누리며 여전히 학교와 방과 후 활동에 참여할 수 있기 때문이다. 이 아이들은 자신이 인신매매를 당하고 있다는 것을 이해하지 못하거나 벗어날 방법이 없을 수도 있다. 가족 내 인신매매는 일부에 의해 미국 내 인신매매의 가장 만연한 형태로 간주된다.
이러한 형태의 인신매매는 미국 외 지역에서도 매우 흔하다. 빈곤 지역(인도, 파키스탄, 태국, 필리핀 등)의 많은 가족들은 빚이나 전통으로 인해 사랑하는 사람, 가장 흔하게는 여성을 팔아야 하는 상황에 처하게 된다. 태국에는 부모가 늙으면 막내딸이 재정적으로 책임져야 한다는 '분 쿤(bhun kun)'이라는 전통이 있다. 저자 카라 시다르트(Kara Siddharth)는 태국인 피해자와의 인터뷰에서 그녀가 "인신매매 빚을 갚은 후 매춘 업소 주인이 아버지에게 보낸 소액의 지불금을 통해 부모에 대한 의무를 다하는 것을 자랑스럽게 생각한다"고 말했다. 많은 아이들이 빚을 갚거나 가족을 위해 식사를 제공하기 위해 팔려간다.

### 사이버 섹스 인신매매
사이버 섹스 인신매매는 웹캠에서 강요된 성행위 및 강간을 인신매매하고 라이브스트리밍하는 것을 포함한다. 피해자들은 납치, 위협 또는 기만당하여 '사이버 섹스 덴'으로 이송된다. 사이버 섹스 덴은 사이버 섹스 인신매매범이 인터넷 연결이 되는 컴퓨터, 태블릿 또는 휴대폰을 가지고 있는 어떤 장소든 될 수 있다. 가해자들은 소셜 미디어 네트워크, 화상 회의, 포르노 비디오 공유 웹사이트, 데이트 페이지, 온라인 채팅방, 앱, 다크 웹 사이트, 그리고 기타 플랫폼을 사용한다.
이러한 유형의 성적 인신매매는 디지털 시대의 도래와 온라인 결제 시스템 및 거래자의 신원을 숨기는 암호화폐의 발전 이후 급증했다. 매년 수백만 건의 발생 보고가 당국에 접수된다. 21세기에는 사이버 섹스 인신매매를 퇴치하기 위한 새로운 법률과 경찰 절차가 필요하다.

### 강제 결혼
강제 결혼은 한 명 또는 두 명의 참여자가 자유로운 승낙 없이 결혼하는 것이다.
강요된 결혼은 사람을 팔거나, 넘겨주거나, 상속받아 그 결혼에 포함시키는 것을 의미한다. ECPAT에 따르면, "강제 결혼을 위한 아동 인신매매는 단순히 인신매매의 또 다른 발현이며 특정 국적이나 국가에 국한되지 않는다".
강제 결혼은 특정 상황에서 인신매매의 한 형태로 간주된다. 만약 여성이 해외로 보내져 강제로 결혼하고, 새 남편과 반복적으로 성관계를 강요당한다면, 이는 성적 인신매매이다. 만약 신부가 새 남편 및 그의 가족에게 가정부로 취급된다면, 이는 노동 착취의 한 형태이다.
약 1억 4천만 명의 18세 미만 소녀들, 즉 하루 약 3만 9천 명이 2011년에서 2020년 사이에 조혼을 강요당했다. 유엔이 "현대판 노예 제도"의 한 형태로 규정한 강제 결혼은 남성 또는 여성의 완전한 승낙 없이 이루어지며, 가족 구성원 또는 신랑/신부에 의한 위협과 관련이 있다. 강제 결혼은 해외뿐만 아니라 미국에서도 발생한다. 미국 내 서비스 제공자들은 강제 결혼이 무엇인지에 대한 명확성과 진정한 정의가 부족하기 때문에 강제 결혼 사건에 성공적으로 대응할 수 없다.

## 원인
복잡하고 상호 연결된 정치적 사회경제학, 정부 및 사회적 요인들이 성매매에 기여한다.
많은 학자들은 젠더, 인종, 계급에 기반한 권력 위계가 경제 시스템의 바탕을 이루고 있으며, 이것이 피해자들이 성매매에 취약하게 만드는 원인이라고 비판한다. 코플리는 저개발 국가의 여성들이 이러한 권력 위계 때문에 무력하다고 주장한다. 따라서 젠더 개념은 세계화를 통해 영속화되어 여성들을 취약하게 만든다. 마투섹은 이러한 위계에서 남성성이 권력과 통제력을 특권으로 가진다고 지적한다. 그녀는 여성성이 순종적이고 수동적인 특성과 관련되어 있다고 언급한다. 여성성의 권력 부족은 여성들이 남성들에게 이용되고 결과적으로 소모품으로 여겨지게 만든다. 여성에 대한 이러한 시각은 권력 위계의 세계화를 통해 영속화되며, 마투섹은 이것이 여성에 대한 폭력과 권력을 정당화하고 정상화한다고 주장한다. 이러한 폭력과 권력의 정상화는 성매매의 존재와 지속에 핵심적인 역할을 한다. 베스나 니코비치-리스타노비치(Vesna Nikovic-Ristanovic) 또한 이러한 폭력과 권력의 정상화를 성매매의 원인으로 꼽는다.
니코비치-리스타노비치는 군국주의와 여성의 성욕 사이의 연관성을 구체적으로 살펴보면서 여성의 성매매 취약성에서 인식되는 여성성의 역할을 분석한다. 니코비치-리스타노비치는 전쟁 강간과 강제 매춘 및 성매매 사이의 연관성을 언급한다. 전쟁에서 여성의 신체가 사용되는 방식은 여성에 대한 폭력과 권력의 정상화와 관련이 있다. 니코비치-리스타노비치는 평화 시기에도 군사 주둔이 여성을 취약하게 만드는 젠더 개념을 조장한다고 주장한다. 이러한 개념은 헤게모니적 남성성과 관련이 있는데, 니코비치-리스타노비치는 이를 남성의 과도한 성욕과 여성 및 소녀의 순종성 또는 수동성으로 정의한다. 니코비치-리스타노비치는 이러한 정의에 대한 전 세계적인 수용이 남성의 성적 욕구 충족을 위한 성적 대상으로 여겨지는 여성에 대한 착취와 폭력을 정당화한다고 지적한다. 이러한 서구적 이성애 성적 이상은 니코비치-리스타노비치가 주장하기를, 미디어와 광고를 통해서도 영속화되며, 여기에서 여성들은 남성에게 성적으로 매력적으로 보이도록 권장된다.
김안두옹(Kim Anh Duong)은 권력 위계에서 비롯된 여성에 대한 사회적 서술과 여성의 경제적 현실이 결합되어 여성들이 착취 및 성매매에 취약하게 만든다고 주장한다. 두옹은 여성에 대한 지배적인 서술을 불리한 피해자로 규정한다. 그녀는 이러한 서술의 결과로 무력감을 언급하며, 이는 여성을 남성에게 의존하게 만드는 개발 과정에서 비롯된 사회적, 경제적 현실에 의해 더욱 영속화된다고 주장한다. 두옹에 따르면 이러한 전반적인 무력감은 여성을 착취와 폭력의 쉬운 대상으로 만든다.
수잔 티펜브룬(Susan Tiefenbrun)은 김안두옹과 마찬가지로 여성의 낮은 권력 지위와 결과적인 남성 의존성을 언급한다. 티펜브룬은 김안두옹과 달리 이러한 취약성의 원인으로 문화적 규범을 꼽는다. 그녀는 문화적 규범이 여성에게 교육을 받거나 고용 기회를 개선할 기술을 배울 기회와 시간을 박탈한다고 주장한다. 이러한 교육 부족과 고용 기회 부족은 여성의 남성 의존으로 이어진다. 티펜브룬은 여성의 의존성이 인신매매범들에게 더 취약하게 만든다고 주장한다.
또 다른 학파는 성 자체에 대한 수요를 성적 인신매매의 원인으로 꼽는다. 인력 유출 요인은 세계화가 성을 중심으로 시장을 형성하면서 발생한다. 마투섹은 자본주의의 상업화 측면이 성 산업화의 원인이라고 지적한다. 인력 유출 요인은 세계화가 성을 중심으로 시장을 형성하면서 발생한다. 설동훈 또한 자본주의의 상업화 측면의 세계화를 성적 인신매매의 원인으로 꼽는다.
두옹은 구조조정 프로그램(SAP)이 신자유주의 세계화의 개발 정책의 한 측면으로서 여성의 빈곤, 실업, 저임금의 원인으로 작용하여 이주를 촉진한다고 주장한다. 그녀는 SAP가 남성과 여성에게 다르게 영향을 미치는데, 이는 남성과 여성이 빈곤을 다르게 경험하기 때문이라고 주장한다. 이를 빈곤의 여성화라고 한다. 여성의 시간 대부분은 가사 노동 및 돌봄 노동과 같은 무급 노동에 사용되어 전반적으로 낮은 소득을 초래한다. 두옹은 여성이 토지 및 기타 자원에 대한 접근성 부족으로 인해 더 큰 불이익을 받는다고 주장한다. 마투섹 또한 자원과 권력의 불평등한 분배가 이주의 유인 및 배출 요인으로 이어진다고 주장한다. 마투섹에 따르면 여성은 교육 및 고용 기회 부족으로 인해 이주하게 된다.
다른 학자들은 성 자체에 대한 수요를 성매매의 원인으로 본다. 유인 요인은 세계화가 성을 중심으로 시장을 형성하는 데서 온다. 마투섹은 자본주의의 상품화 측면을 성 산업화의 원인으로 지목한다. 유인 요인은 세계화가 성을 중심으로 시장을 형성하는 데서 온다. 설동훈 또한 자본주의의 상품화 측면의 세계화를 성매매의 원인으로 지목한다.

## 예방
미국에서는 누구나 폴라리스 프로젝트에 1(888)-373-7888로 연락할 수 있다. 이 핫라인은 제공자들이 연중무휴 24시간 피해자를 지원하고 위험에 처한 사람들에게 정보를 제공하기 때문에 유용하다. 인신매매를 예방하는 다양한 방법이 있다. 피해자를 식별하기 위한 지표를 알아야 한다: 비정상적인 행동, 좋지 않은 신체 건강, 통제력 상실, 열악한 작업 및 생활 환경. 그러나 이러한 징후는 소수의 사람들만을 통해 나타날 수 있으며, 성적 인신매매의 더 심각하고 중대한 지표가 있을 수 있다. 성적 인신매매를 예방하는 한 가지 방법은 옹호자가 되어 지역 사회와 학교에서 다른 사람들을 교육하는 것이다.

## 피해자 프로필
인신매매 피해자에게는 단일 프로필이 없다. 대부분은 여성이지만, 남성도 인신매매되는 것이 드물지 않다. 피해자들은 전 세계적으로 잡혀서 착취당하며, 민족적, 사회경제적 배경을 포함하여 다양한 연령과 배경을 대표한다. 그러나 성적 착취를 위한 인신매매 위험이 더 높은 특정 특성 그룹이 있다. 위험에 처한 사람들은 노숙자 및 가출 청소년, 외국인(특히 사회경제적 지위가 낮은 사람), 그리고 신체적, 감정적 또는 성적 학대, 폭력적 트라우마, 방치, 학업 부진, 부적절한 사회 기술을 경험한 사람들이다. 또한 캐나다의 한 여성 성노동자 그룹에 대한 연구에서 그들 중 64%가 어린 시절 아동 복지 시스템(위탁 및 그룹 홈 포함)에 있었던 것으로 나타났다. 켄드라 닉슨(Kendra Nixon)의 이 연구는 위탁 보호를 받고 있거나 떠나는 아동들이 성노동자가 될 위험이 더 높다는 것을 보여준다.
미국에서는 이러한 특성들이 피해자들에게 적용된다는 것이 연구를 통해 밝혀졌지만, 그 어떤 것도 직접적인 원인이라고 할 수는 없다. 예를 들어, 국내 미성년 성매매 피해자의 50% 이상이 노숙 경험이 있다. 이혼이나 부모의 사망과 같은 가족 해체는 미성년자가 이 산업에 유입될 위험을 높이지만, 일반적으로 가정 환경이 아동의 위험에 영향을 미친다. 애리조나 주의 인신매매된 청소년에 대한 연구에서 여성 피해자의 20~40%가 성노예로 산업에 유입되기 전에 집에서 어떤 형태의 학대(성적 또는 신체적)를 경험했다고 밝혔다. 인터뷰한 남성 중에서는 1~30%라는 더 적은 비율이 집에서 이전 학대를 보고했다.
여성(일부 경우에는 미성년 소녀)이 인신매매범의 제안을 받아들이는 주된 동기는 자신이나 가족을 위한 더 나은 재정적 기회이다. 인신매매의 원산지에 대한 한 연구는 대부분의 인신매매 피해자가 원산지 국가에서 가장 가난한 사람은 아니며, 성매매 피해자는 혼자 여행할 수 있는 약간의 자유와 약간의 경제적 자유가 있는 국가의 여성일 가능성이 높다는 것을 확인한다.
현실적인 사업으로 들리는 가짜 사업들이 많아 사람들이 일자리를 지원하게 만든다. 어떤 곳은 불법 사업을 하는 것으로 알려져 있어 피해자들을 유인한다.
어린이들은 그들의 취약한 특성, 즉 순진한 시각, 체구, 그리고 쉽게 협박당하는 경향 때문에 위험에 처해 있다. 국제 노동 기구는 전 세계적으로 인신매매되는 2,090만 명(모든 유형의 노동) 중 550만 명이 아동이라고 추정한다. 2016년에는 전 세계적으로 약 100만 명의 아동이 성매매 피해자였다고 추정된다. 소년과 소녀 모두 인신매매될 수 있지만, 소녀들이 더 자주 피해자가 된다. 유엔 보고서에 따르면 인신매매 피해 아동의 23%가 소녀였고, 소년은 7%였다. 여성 아동 인신매매 피해자는 성적 착취를 경험할 가능성이 더 높다: 소녀는 72%, 소년은 27%의 발생률을 보인다.
미국에서는 2000년 인신매매 및 폭력 피해자 보호법에 따라 아동이 성 착취를 강요받지 않아도 성적 인신매매의 피해자로 간주된다. 이 법에 따르면 아동은 18세 미만의 모든 사람으로 정의되지만, 14세 미만 아동의 착취는 더 가혹한 처벌을 받지만 이는 거의 시행되지 않는다. 사법 통계국은 10만 명의 아동 성적 인신매매 피해자가 있다고 진술하지만, 2011년에는 150건의 아동 인신매매 사건만이 법원에 제기되었다. 이 중 유죄 판결은 81건에 불과했다. 인신매매되는 많은 아동들은 매춘으로 빠질 위험이 더 높으며, 이들 중 다수는 18세 미만임에도 불구하고 형사 기소를 당한다.

## 피해자에 대한 결과
성매매 피해자들은 노동 착취를 당한 여성, 가정폭력을 경험한 사람들, 이주 여성들과 유사한 건강 문제를 겪는다. 많은 성노동자들이 성병(STI)에 감염된다. 런던 위생 및 열대 의학 대학에서 실시한 연구에 따르면, "인터뷰에 참여한 23명의 인신매매 여성 중 오직 한 명만이 집을 떠나기 전에 성병이나 HIV에 대해 잘 알고 있었다". 건강의 이러한 측면에 대한 지식이 없으면 인신매매 여성들은 필요한 예방 조치를 취하지 않아 이러한 감염에 걸리고 미래에 건강을 찾는 행동이 좋지 않을 수 있다. § : "인신매매 생존자 지원: 탈출 및 탈출 후 개입에 대한 체계적 고찰"의 저자들은 인신매매 생존자들이 영양실조를 경험했으며, 겪었던 방치와 학대로 인해 종종 "심각한 부상"을 입는다고 말한다 (Dell et al. 184). 그들이 포로로 잡혀 있는 동안 이러한 문제들이 해결되지 않았을 가능성이 높으며, 구출되거나 석방된 후에는 치유를 위해 심각한 개입이 필요할 것이다. 또 다른 체계적 고찰에서 "연구들은… 인신매매를 당한 여성들 사이에서 두통, 요통, 위통, 기억력 문제와 같은 신체적 건강 문제의 높은 유병률을 보고했다" (Oram et al. 9).
정신 건강 문제는 인신매매범이나 "고객"으로부터 피해자들이 겪는 학대와 폭력으로 인해 우울증에서 불안, 외상 후 스트레스 장애(PTSD)에 이른다. § : 예를 들어, Le와 Perry는 "인신매매의 생체심리사회적 영향에 대한 과학 발전"이라는 체계적 고찰에서, 성적 인신매매 생존자들, 주로 소녀들 사이에서 수행된 많은 연구에서 "불안, 우울증, 그리고 외상 후 스트레스 장애(PTSD)의 높은 부담"이 드러났다고 논의한다 (175). 물론, 이 여성들이 끊임없는 학대와 조작을 견디고 있다는 점을 고려하면 이는 당연해 보인다. "예외적으로 위협적이거나 끔찍한 사건에 노출된 후 발생할 수 있는 정신 질환"인 외상 후 스트레스 장애만을 살펴보면, 이 여성들이 지속적인 정신 건강 문제를 안고 떠날 것이라는 점은 분명해 보인다 (Bisson et al. 1). BMC Public Health를 통해 수행된 또 다른 연구에서는 SEA(성적 착취 및 학대)에 노출된 소녀 및 여성의 정도와 그들의 "사회적 지위" 사이에 부정적인 관계가 있음을 밝혀냈다 (Gray et al. 1). 이 소녀들은 더 큰 공개적 수치심과 고립을 겪었다. 따라서 사건 이후에도 계속 고립을 경험하며, 이는 그들의 정신 건강이나 치유에 전혀 도움이 되지 않는다.
그러한 정신 상태로 인해 많은 개인들이 알코올이나 약물 중독과 학대적 습관을 개발한다. § Chon의 "인신매매와 약물 사용의 교차점에 있는 개인 지원"에 따르면, 인신매매범들은 피해자들을 자신에게 묶어두기 위해 약물을 사용했다. 그들은 약물을 제공하고 나서 금단 증상을 관리하여 피해자들이 살기 위해 그들에게 의존하도록 만들었다. 그러나 Chon은 또한 그러한 학대를 겪지 않은 사람들도 겪은 일에 대처하기 위해 약물과 알코올을 사용했다고 설명한다. § "미국 인신매매 이해"에서 저자들은 "많은 피해자들이 약물 사용과 같은 불법 활동을 저지르도록 강요당한다"고 말하며, 많은 피해자들이 법적 서류를 압류당하고 있기 때문에 형사 기소에 대한 두려움 때문에 아무것도 할 수 없다고 설명한다 (Logan et al. 6). 그래서 그들은 원치 않는 일에 강요당하지만 이제는 그것에 의존하는 순환에 갇히게 된다. 많은 피해자들이 이러한 물질을 대처 메커니즘이나 도피 수단으로 사용하며, 이는 이 인구 집단에서 중독률을 더욱 증가시킨다. J. Potterat 등의 30년간의 종단 연구에서 콜로라도 스프링스에서 매춘에 종사하는 여성의 평균 수명은 34세인 것으로 밝혀졌다.

## 세계적 영향

### 아프리카
아프리카에서 여성과 아동의 성매매는 수출을 위한 인신매매 중 두 번째로 흔한 유형이다. 가나에서는 "연결책" 또는 인신매매범들이 국경을 넘나들며 위조 비자를 통해 사람들을 운송하는 것이 정기적으로 목격된다. 여성들은 주로 벨기에, 이탈리아, 레바논, 리비아, 네덜란드, 나이지리아, 미국으로 인신매매된다. 벨기에, 네덜란드, 스페인, 미국 또한 나이지리아 여성 인신매매의 흔한 목적지 국가이다. 우간다에서는 신의 저항군이 사람들을 수단으로 인신매매하여 성노예로 판매한다. 나이지리아 조직들은 여러 지역에서 성매매를 장악하고 있다. 이 조직들은 남아프리카 공화국에서 여성들을 모집하여 유럽과 아시아로 보내며, 그곳에서 강제 매춘, 마약 밀수, 또는 가정폭력을 당하게 한다. 법 집행 기관은 성적 인신매매범들이 이러한 비자발적인 여성들을 설득하기 위해 약물 사용을 강요한다고 보고했다.

### 아메리카 대륙
성매매는 북미, 중미, 남미에서 문제이다. 사람들은 멕시코로 인신매매되었고 멕시코를 통해 인신매매되었다.
미국 내 인신매매 피해자의 3분의 2는 미국 시민인 것으로 추정된다. 외국 태생 피해자의 대부분은 다양한 비자로 합법적으로 미국에 입국한다. 미국 국무부는 매년 15,000명에서 50,000명의 여성과 소녀들이 미국으로 인신매매되는 것으로 추정했다.
뉴욕에 기반을 둔 조직인 Girls Educational and Mentoring Services(GEMS)는 성매매에 종사하는 대부분의 소녀들이 어린 시절 학대를 경험했다고 주장한다. 빈곤과 교육 부족은 성 산업에 종사하는 많은 여성들의 삶에 중요한 역할을 한다.
펜실베이니아 대학교에서 실시한 보고서에 따르면, 미국 내 언제든지 10만 명에서 30만 명의 미국 아동이 약물 사용, 노숙자 생활, 또는 상업적 성 착취 위험 증가와 관련된 다른 요인들로 인해 착취 위험에 처할 수 있다. 그러나 보고서는 "이러한 전시된 수치는 미국 내 아동 상업적 성 착취(CSEC)의 실제 사례 수를 반영하는 것이 아니라, 상업적 성 착취 위험에 처한 아동의 수치를 추정하는 것"이라고 강조했다. 보고서 저자 중 한 명인 리처드 J. 에스테스(Richard J. Estes)는 보고서가 25년 전 데이터에 기반하고 있으며, 1990년대의 세계는 "오늘날 우리가 살고 있는 세계와는 상당히 달랐기 때문에" 구식이라고 언급했다. 뉴햄프셔 대학교의 보고서에 따르면 단 1,700명의 아동만이 매춘에 종사했다고 보고했다. 그 보고서의 저자 중 한 명인 데이비드 핀켈호르(David Finkelhor)는 "가출이 감소했다는 점을 고려할 때, 이러한 수치를 오늘날 무슨 일이 일어나고 있는지에 대한 지표로 삼지 않을 것"이라고 말했다. 유색 인종은 서류 미비, 두려움, 불신 등으로 인해 성매매 위험이 높을 수도 있다. 그들은 종종 언어 또는 해당 지역의 법률을 이해하지 못하여 당국이나 다른 사람들에게 지원을 요청하는 데 어려움을 겪는다.
2003년, 1,400명의 미성년자가 매춘으로 체포되었는데, 이 중 14%는 14세 미만이었다. 국제 노동 연합이 실시한 연구에 따르면, 소년들은 농업 노동, 마약 거래, 그리고 경범죄로 인신매매될 위험이 더 높았다. 소녀들은 성 산업과 가사 노동에 강제로 투입될 위험이 더 높았다. 2004년, 노동부는 위험 직업 기준을 위반하는 상황에서 고용된 1,087명의 미성년자를 발견했다. 같은 해, 5,480명의 아동이 아동 노동법을 위반하여 고용되었다. 인신매매의 은밀한 특성 때문에 문제의 확산 정도를 정확하게 파악하기는 어렵다.

### 아시아
아시아 하위 지역의 주요 발생지 운송 및 목적지 허브는 인도, 일본, 대한민국, 태국이다. 인도는 인신매매된 방글라데시 및 네팔 여성들의 주요 중심지이다. 인도 자체에는 약 300만 명의 성노동자가 있으며, 이 중 40%는 인신매매된 아동이며, 대부분은 소수 민족 및 하층 계급의 소녀들이다. 태국에서는 2004년에 16세 미만 아동 80만 명이 매춘에 연루되었다. 또한 유니세프와 국제 노동 기구에 따르면 스리랑카에는 4만 명의 아동 매춘부가 있다. 태국과 인도는 아동 매춘율이 가장 높은 상위 5개국에 속한다. 캄보디아도 인신매매의 경유, 발생, 목적지 국가이다. 아시아 인신매매 피해자의 36%는 아동이며, 64%는 성인이다.

### 캐나다
캐나다 연방통계청에 따르면, 인신매매 사건 중 44%는 성 관련이며, 주로 성 관련 서비스 제공, 성적 폭행 범죄, 그리고 성 착취를 포함한다. 성매매는 캐나다에서 가장 크고 빠르게 성장하는 범죄 활동 중 하나이다. 또한 990억 미국 달러의 이익을 창출하는 세계에서 가장 큰 범죄 기업 중 하나이다. 왕립 캐나다 기마경찰의 최근 통계에 따르면, 한 명의 피해자는 한 '포주'에게 연간 16만 8천 미국 달러에서 33만 6천 미국 달러를 벌어들일 수 있다. 캐나다에서 노동 착취는 매우 드물지만, 성적 착취를 포함하는 인신매매는 훨씬 더 흔하며, 특히 인구 밀도가 높은 도시권에서 그렇다. 그러나 이는 현재 캐나다의 탐지 자원으로는 도시 지역에서 성적 착취를 탐지하기 더 쉽기 때문일 수 있다. 이주 노동자들은 노동 착취에 가장 흔히 영향을 받는다. 글로벌 노예 지수는 2016년에 캐나다에서 약 17,000명이 현대판 노예 제도를 겪고 있다고 언급했다. 인신매매 사건은 90%가 도시권에서 발생하며, 피해자의 97%가 여성이다. 캐나다 형법 및 이민 및 난민 보호법은 인신매매를 범죄로 규정하고 있지만, 성매매 또는 착취와 다른 형태의 인신매매를 특별히 구분하지는 않는다. 공공안전 캐나다에 따르면, 인신매매에 취약한 집단에는 이주민 및 신규 이민자, 성소수자, 장애인, 복지 시스템의 아동, 그리고 위험에 처한 청소년이 포함된다. 캐나다 원주민 여성과 소녀들은 캐나다에서 성매매에 불균형적으로 더 많이 영향을 받지만, 착취당하는 원주민 여성과 소녀들을 둘러싼 담론은 성매매보다는 성매매 노동으로 더 자주 분류되어 많은 인신매매 피해자들이 집계되지 않고 있다.

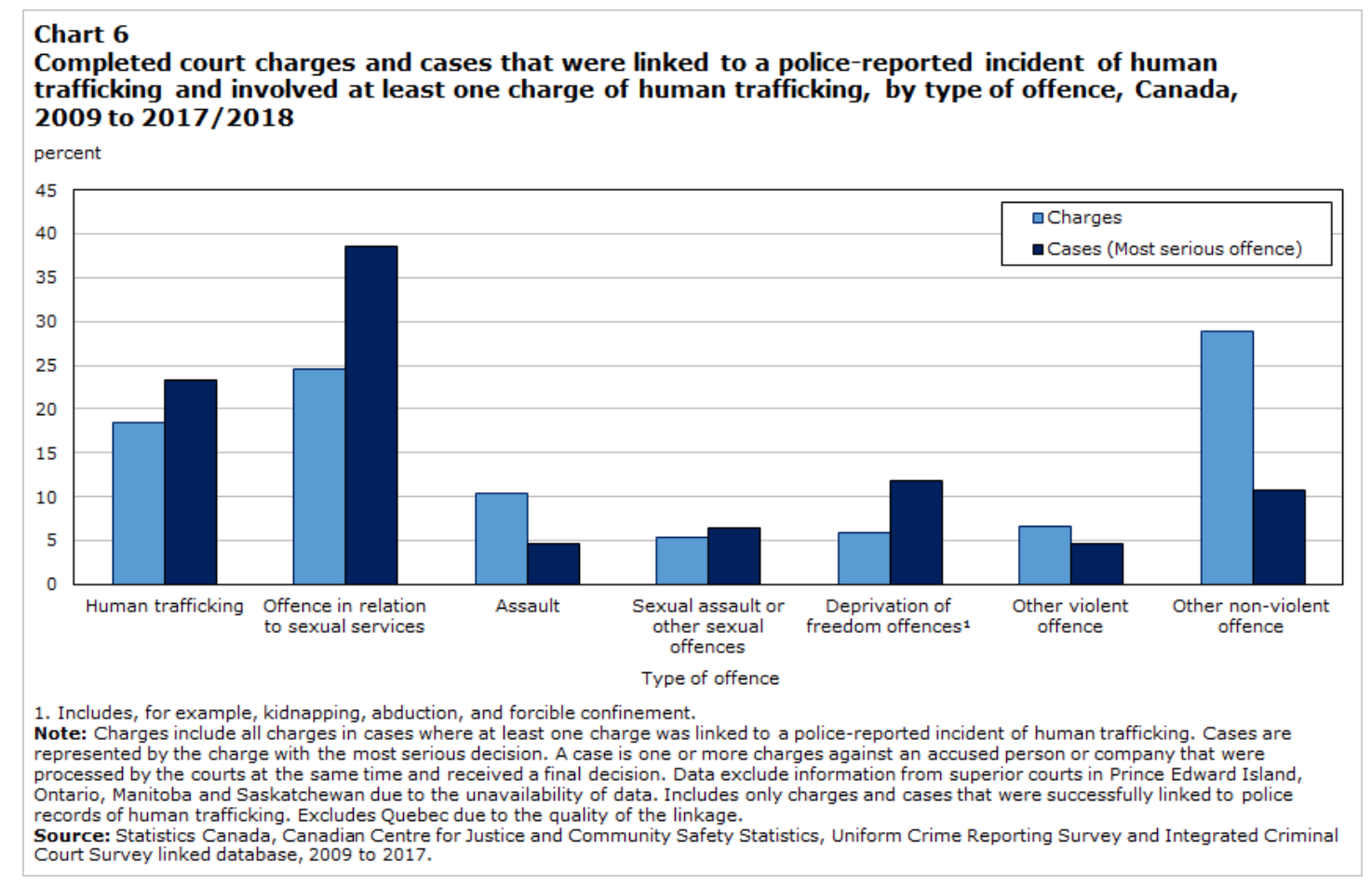
캐나다의 성매매 관련 범죄와 다른 인신매매 유형 비교

최근 몇 년 동안 캐나다 연방 정부는 성매매에 대한 접근 방식을 국제적 관점에서 국내적 강조로 전환했다. 여기에는 정부가 피해자와 증인의 목소리를 내고 미성년자 성매매에 더 큰 관심을 기울이는 것도 포함된다. 2020년 7월 29일, 캐나다 정부는 캐나다의 인신매매 및 성매매 퇴치를 위해 1,900만 미국 달러를 투자했다. 이 기금은 정부의 5개년 인신매매 퇴치 국가 전략을 실행하는 데 책임이 있는 두 연방 부서에서 관리될 것이다. 인신매매를 근절하기 위한 이러한 연방 협력 접근 방식은 영향을 받는 사람들을 지원할 것이다. 캐나다 여성 및 양성평등부는 이 노력에 1,400만 미국 달러를, 공공안전 캐나다는 500만 미국 달러를 지원할 계획이다. 이러한 노력은 생존자들에게 힘을 실어주고, 인신매매를 완전히 억제하며, 취약 계층을 보호하고, 영토 및 주와 협력하여 가해자를 기소하도록 고안되었다.
캐나다에서는 성매매 근절에만 전념하는 단체는 없지만, 캐나다 인신매매 종식 센터(CCEHT)는 캐나다 맥락에서 인신매매를 더 광범위하게 종식시키는 데 초점을 맞춘 유일한 국가적으로 조정된 노력이다. CCEHT는 캐나다에서 집단 행위와 시스템 변화를 조직하는 것을 목표로 한다. 이 단체는 다른 비영리 단체, 기업 및 프로젝트 이해관계자와 협력하여 최선의 관행이 무엇인지 확인하고, 다양한 주체 간의 오해로 인해 중복되는 노력이 발생하지 않도록 한다. CCEHT는 또한 성매매 생존자들이 사회로 복귀하는 것을 돕는 서비스를 제공한다. 캐나다의 다른 많은 단체들은 여러 목표 중 하나로 성매매를 줄이는 것을 목표로 한다. 연방, 주 및 시 차원에서 이니셔티브가 존재한다. 코버넌트 하우스 토론토는 트래픽 스톱(Traffick Stop)이라는 전국 캠페인을 주도한다. 트래픽 스톱은 사람들이 성매매 지표를 인식하는 기술을 개발하도록 돕는다. 이 캠페인은 캐나다에서 성매매의 존재와 확산에 대해 캐나다인들에게 알리는 것을 목표로 한다.

### 유럽
일반적으로 유럽 연합 회원국들은 성매매의 목적지 국가인 반면, 발칸반도와 동유럽은 발생지 및 경유 국가이다. 경유 국가는 지리적 위치 때문에 선택된다. 이는 인신매매범들이 선택하는 장소가 일반적으로 국경 통제가 약하고, 목적지 국가와의 거리가 멀고, 부패한 공무원, 또는 조직 폭력배들이 성매매에 연루되어 있기 때문이다. 1997년에만 해도 러시아, 구소련 및 동유럽과 중앙 유럽에서 온 175,000명의 젊은 여성들이 유럽과 아메리카의 선진국 성 시장에서 상품으로 팔려나갔다. 유럽 연합은 2010년부터 2013년까지 30,146명이 인신매매 피해자로 확인 및 등록되었다고 보고했다. 등록된 피해자 중 69%가 성적으로 착취당했으며, 1,000명 이상이 아동이었다. 많은 성매매 피해자가 유럽 외부 출신임에도 불구하고, 30,146명 중 3분의 2는 EU 시민이었다. 이처럼 국내 성노예의 비율이 높음에도 불구하고, 영국으로 인신매매되는 여성의 가장 흔한 민족은 중국인, 브라질인, 태국인이다. 몰도바는 여성, 아동, 남성이 성매매에 노출되는 유럽의 알려진 국가이다. 몰도바 소녀들은 14세부터 성노예가 된다. 평균적으로 하루에 12명에서 15명의 남성과 성관계를 맺는다. 몰도바 국립 통계청은 2008년에 약 25,000명의 인신매매 피해자가 있었다고 밝힌다. 몰도바 여성들이 성매매로 인신매매될 때, 그들은 러시아, 키프로스, 터키 및 기타 중동 및 동유럽 국가들로 보내질 가능성이 가장 높다. 피해자의 85%는 가족을 부양하기 위해 더 나은 일자리를 찾아 자국을 떠나지만, 성노예가 되어 매춘을 강요당하게 된다. 국제이주기구(IOM)는 피해자들에게 어느 나라 출신인지 물었고, 피해자의 61%가 몰도바 출신, 19%가 루마니아 출신, 나머지는 알바니아, 불가리아, 러시아, 우크라이나 출신이었다. 피해자의 60% 이상은 중등 교육 이상을 받았으며, 평균 연령은 21세였다.

### 이란
이란은 남성, 여성, 아동이 성적 인신매매 및 강제 노동의 대상이 되는 발생지, 경유지, 목적지 국가이다. 13세에서 17세 사이의 이란 소녀들은 해외 판매를 위해 인신매매범의 표적이 되며; 더 어린 소녀들은 인신매매범이 아동 성매매에 충분히 나이가 들었다고 판단할 때까지 가정 노동을 강요당할 수 있다. 2009년부터 2015년까지 이란에서 다른 걸프 국가들로 성 착취를 위해 소녀들을 운송하는 사례가 증가했다고 보고되었다; 보고 기간 동안 이란 인신매매 네트워크는 이란 소녀들을 이라크 쿠르디스탄 지역의 매춘업소에서 성적 인신매매에 노출시켰다. 조직 범죄 집단은 이란 및 이민자 아동들을 납치하거나 구매하여 테헤란을 포함한 도시에서 구걸 및 거리 상인으로 일하도록 강요한다. 이 아동들은 3세까지도 되며, 신체적 및 성적 학대와 약물 중독을 통해 강요당한다; 보도에 따르면 많은 아동들이 150 미국 달러만큼 적은 금액으로 구매된다. 매일 수십 명의 이란 소녀들이 파키스탄으로 끌려와 성노예로 팔려간다. 이 여성들 대부분은 출발 후 24시간 이내에 이미 강간당했다. 테헤란 신문에는 정부 고위 관계자들이 젊은 여성과 아동의 매매 및 학대에 연루되어 있다는 보도도 있었다. 이란에서 가출한 소녀들은 집에 갈 곳이 없기 때문에 인신매매범들이 성매매 시장에 쉽게 투입할 수 있어 표적이 된다. 테헤란에는 약 84,000명의 매춘 여성과 소녀들이 있다. 이들 대부분은 거리에 있으며, 다른 이들은 250개의 매춘업소에 있다.

### 이스라엘
이스라엘에서 매춘을 위한 여성 인신매매는 1990년대 초에 증가했다. 1990년대와 2000년대 초에는 약 3천 명의 여성이 인신매매되고 있었다. 많은 여성들이 "특히 러시아, 우크라이나, 몰도바 등 구소련 국가들"에서 왔다. 여성들은 매춘업소에서 일주일에 7일 동안 하루에 최대 30명의 고객을 상대하며 일했다. 인신매매범들은 여성들이 떠나지 못하도록 신체적 폭력과 위협을 사용했으며, 또한 여성들을 잠긴 문과 창살이 있는 곳에 감금했다. 1990년대 내내 이스라엘 당국은 성적 인신매매를 문제로 보지 않고 단순히 매춘으로 간주했다. 그들은 매춘업소 운영에 개입하지 않았다. 사건이 접수되더라도 인신매매범은 가벼운 처벌로 유죄 협상을 했을 것이다. 반면에 인신매매를 당한 여성들은 불법으로 이스라엘에 입국했기 때문에 불법 체류자 또는 범죄자로 분류되었고, 따라서 당국은 인신매매범보다는 여성들을 체포하는 데 집중했다. 일반적으로 인신매매 피해자들은 빈곤하게 살거나 교육을 받지 못했기 때문에 취약하다. 인신매매는 피해자의 정신 건강뿐만 아니라 신체 건강에도 영향을 미친다. 이스라엘은 주변 국가에서 인신매매된 여성들의 목적지 국가가 되었다.
2000년, 크네세트(Knesset)는 성적 인신매매를 금지하는 형법을 개정했다. 2006년에는 반인신매매법이 제정되었다. 2001년, 이스라엘은 미국 국무부 인신매매 보고서 3등급으로 분류되었다. 2002년부터 2011년까지 이스라엘은 2등급으로 분류되었다. 2012년부터 최근 2019년 보고서까지 이스라엘은 1등급(TVPA의 최소 기준을 완전히 준수)으로 평가되었다.

## 공중보건 대응

### 의료 개입
성매매 피해자를 식별하기 위해 공중보건 이니셔티브가 많이 시행되고 있다. 성매매 피해자와 마주칠 가능성이 있는 전문가는 거의 없지만, 의료 서비스 제공자는 여전히 감금 상태에 있는 사람들과 접촉할 가능성이 더 높기 때문에 독특한 그룹이다. 국립 인신매매 자원 센터는 의료 서비스 제공자가 성매매 피해자를 식별하는 데 도움이 되는 지침을 제공한다. 이들은 인신매매를 나타내는 일반적인 지침(예: 일관성 없는/정형화된 병력, 질병이나 부상에 대한 질문에 답변을 꺼림 등)을 제공할 뿐만 아니라 성매매에 집중할 수 있는 지표도 포함한다. 또한 이 네트워크는 피해자가 의심되거나 식별된 경우 의료 환경에서 성매매 프로토콜을 위한 프레임워크를 만들었다. 이 프로토콜의 목표는 잠재적인 인신매매 피해자가 식별된 경우 환자와 상호 작용하는 사람들에게 단계별 지침을 제공하는 것이다. 또한 HEAL Trafficking 및 Hope for Justice 프로토콜 툴킷이라는 이니셔티브가 의료 서비스 제공자에게 제공되고 있다. 이 툴킷의 목표는 인신매매에 대한 통일된 의료 대응을 제공하는 것이다. 이 툴킷은 알려진 정책 및 절차와 트라우마 정보 기반 돌봄의 원칙을 결합한다. 이 툴킷은 지역사회 보건 종사자, 사회복지사, 정신 건강 상담사, 간호사 등 다양한 의료 서비스 제공자가 사용하도록 의도되었다.
질병통제예방센터는 두 번째 이니셔티브를 추진했다. 그들은 성매매 사례를 더 잘 식별하고 분류하기 위해 국제질병분류(ICD)를 통해 새로운 데이터 수집 분야를 구현하기 시작했다. 새로운 분야는 ICD-10-CM 코드이다. 이는 다시 T 코드와 Z 코드로 세분화된다. T 코드는 다시 의심되거나 확인된 인신매매 사례를 나타내는 특정 진단으로 세분화된다. 또한 Z 코드도 세분화되지만, 다른 이유로 인신매매 피해자를 검사하거나 관찰하는 데 사용될 것이다.
인신매매 피해자의 약 87.8%는 착취 및 노동 기간 중 또는 그 이후에 의료 전문가와 접촉한 경험이 있다. 2018년 2월 26일, 미국 보건복지부 산하 인신매매 사무국(OTIP)은 2018년 SOAR 건강 및 웰니스 법(SOAR to Health and Wellness Act of 2018)을 통과시켰다. SOAR는 Stop, Observe, Ask, Respond의 약자로, 전문가들에게 인신매매 피해자를 식별하는 데 필요한 자원과 방법을 제대로 갖추도록 훈련하는 프로그램이다. 이 훈련은 타인이 인신매매의 주요 지표와 특성을 인식하고, 관련된 모든 사람에게 효과적인 주요 의사소통 기술을 지원하도록 돕는다. 대응 전술은 피해자에게 해를 끼치지 않고 피해자를 식별하고 위험을 증가시키지 않는 데 중요할 수 있다. 훈련은 또한 주요 지역 사회에 해당 지역에 크게 영향을 미칠 수 있는 범죄에 주의를 환기시키는 데 필요한 지원과 자원을 제공한다. 훈련은 온라인 또는 오프라인으로 수강할 수 있으며 전문가의 역할에 따라 맞춤화될 수 있다. SOAR는 의료 환경에서 인신매매 피해자 또는 상황을 식별하는 방법을 배우는 데 관심이 있는 모든 사람에게 제공된다. 훈련은 사회복지사, 의료 및 공중보건 전문가, 심지어 교육자에게도 제공된다.
인간 인신매매 반대 의사들(PATH)은 2014년에 미국 의학 여성 협회(AMWA)의 프로그램으로 시작되었으며, 의사, 레지던트, 의대생을 포함한 의료 전문가들이 인신매매에 대해 더 많이 인식하도록 장려하는 노력을 기울였다. 이 이니셔티브는 2012년 당시 AMWA 회장이었던 가야트리 데비 박사에 의해 처음 논의되었으며, 그녀는 인간 성매매를 다뤄야 할 핵심 문제로 인식했다. 이 논의는 이후 문제 해결을 위한 인신매매 위원회 구성으로 이어졌다. PATH는 그 이후로 병원 및 기타 의료 시설에서 전문가와 학생들에게 인신매매 식별 및 옹호를 교육하는 데 사용할 콘텐츠를 제작해 왔다. PATH는 폴리티코 및 TEDx와 같은 여러 미디어 매체에도 소개되었다.
사회복지사들이 성매매 생존자의 회복을 돕는 데 사용하는 세 가지 주요 전술이 있다: 생태적 접근, 강점 기반 접근, 그리고 피해자 중심 접근. 생태적 접근을 사용하여 사회복지사는 클라이언트의 현재 환경과 지역사회 재통합 목표를 평가한다. 사법 시스템, 법률 및 의료 서비스가 클라이언트에게 미치는 영향을 검토함으로써 미래 고용 분야를 탐색하고, 법적 지위를 얻고, 가족과 재회하는 것을 도울 수 있다. 강점 기반 접근은 사회복지사와 클라이언트 사이에 신뢰 관계를 구축하여 자신감뿐만 아니라 자율성과 리더십 기술을 구축하는 것을 목표로 한다. 마지막으로, 피해자 중심 접근을 사용할 때 사회복지사는 클라이언트의 개별 요구에 특별히 맞춤화된 서비스와 미래 계획을 개발한다. 이러한 서비스는 생존자의 관점을 통해 개발되어 사회복지사가 클라이언트의 요구를 쉽게 충족시킬 수 있도록 한다. 세 가지 방법 모두 성매매 생존자의 회복에 효과적인 것으로 입증되었다.

### 개입 촉진을 위한 통제 전술
성매매 인신매매범들이 피해자들을 통제하기 위해 사용하는 많은 통제 전술이 있는데, 여기에는 위협, 신체적 폭행 및 성적 폭행, 합법적인 여행 및 이민 서류 압수, 피해자 가족에 대한 위협 등이 포함된다. 미네소타 대학교 덜루스 캠퍼스는 가정 폭력 개입을 목표로 하는 권력 및 통제 휠을 발표했다. 이 휠은 피해자에게 사용되는 8가지 다른 권력 및 통제 메커니즘을 식별한다: 협박, 감정적 학대, 고립, 부정, 비난 및 최소화, 성적 학대, 신체적 학대, 특권 사용, 경제적 학대, 강압 및 위협. 이 휠은 성매매 피해자를 위한 상담 및 교육 그룹에서 사용되도록 개발되었다. 이는 피해자에게 사용되는 전술을 분석하여 폭력의 순환이 가시화되고 중단될 수 있도록 한다.

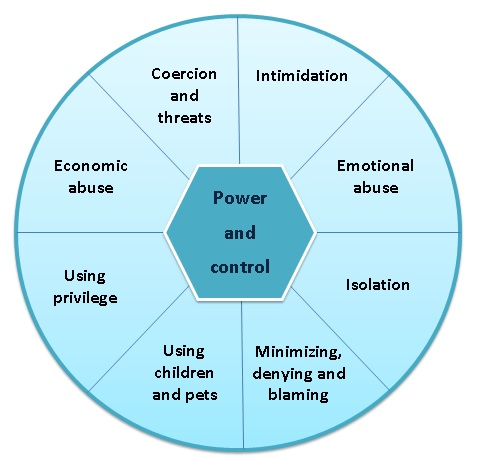
권력 및 통제 휠의 약식 버전

통제력을 이해하는 데 사용되는 또 다른 메커니즘은 스티브 하산이 만든 BITE 모델이다. BITE 모델은 성매매 피해자에게 사용되는 4가지 유형의 강압을 설명한다: 행동 통제, 정보 통제, 사고 통제, 감정 통제. 그는 피해자들이 성매매에서 벗어나거나 회복하는 데 도움이 되도록 피해자들이 겪는 정체성 상실을 이해하는 것이 필수적이라고 말한다.

## 성매매 방지 노력

### 국제법의 역사
여성 및 아동 인신매매 문제를 해결하려는 국제적인 압력은 19세기 후반 미국과 유럽에서 사회 개혁 운동의 점점 더 큰 부분이 되었다. 여성 및 아동 인신매매에 대한 국제법은 1901년 국제 협약의 체결과 1904년 백인 노예 매매 억제를 위한 국제 협정으로 시작되었다. (후자는 1910년에 개정되었다.) 이 문제에 대한 최초의 공식적인 국제 연구는 미국 자선가인 존 D. 록펠러가 아메리칸 소셜 위생국을 통해 자금을 지원했다. 1919년에 창설된 국제연맹은 여성 및 아동 인신매매를 종식시키기 위한 국제법의 국제 조정을 맡았다. 1921년에 백인 노예 매매에 관한 국제 회의가 개최되었으며, 1901년 및 1904년 협약을 비준한 34개국이 참석했다. 1922년에 국제연맹 회원국들이 인신매매에 대한 또 다른 협약을 비준했으며, 1904년 국제 협약과 마찬가지로 이 협약은 비준국들이 문제 해결 진척 상황에 대한 연례 보고서를 제출하도록 요구했다. 이 요구 사항 준수는 완전하지 않았지만 점진적으로 개선되었다: 1924년에는 약 34%의 회원국이 요구된 보고서를 제출했으며, 이는 1929년에 46%, 1933년에 52%, 1934년에 61%로 증가했다. 여성과 아동 매매 억제를 위한 1921년 국제 협약은 국제연맹의 후원으로 이루어졌다. 1923년, 사무국의 한 위원회는 28개국에서 인신매매를 조사하는 임무를 맡았으며, 약 5,000명의 정보 제공자를 인터뷰하고 2년 동안 정보를 분석한 후 최종 보고서를 발행했다. 이것은 공식 기관에서 발행된 여성 및 아동 인신매매에 대한 최초의 공식 보고서였다.
성매매 방지 노력은 종종 매춘 반대 노력과 연관되지만, 이는 성매매 피해자의 법적 구제와 관련하여 문제가 되는 경우가 많다. 매춘부들은 명목상 자발적으로 일하지만, 성매매 피해자들은 강압에 의해 그렇게 한다. 이를 인식하여 많은 주에서는 성매매 피해자에게 매춘법에 따른 사면을 허용하는 법률을 통과시켰지만, 많은 경우 법적 문맹 및 제도적 편견으로 인해 그렇게 하지 못한다. 따라서 성매매 피해자들은 자신들의 상황을 당국에 알릴 때 법적 박해의 위험을 감수하는 경우가 많다.
제인 애덤스는 진보주의 시대의 가장 주목할 만한 개혁가 중 한 명으로, 그녀의 저서 '새로운 양심과 고대의 악(A New Conscience and an Ancient Evil)'에서 당시 초기 개념이었던 백인 노예 제도와 성노동의 개념을 다듬었다. 그녀는 다른 이들과 함께 매춘에 강요된 모든 사람을 성노예 피해자로 분류해야 한다고 주장했으며, 모든 성노동이 남성들의 여성 성 착취라고 믿었다. 애덤스는 또한 백인 노예 제도를 폐지하면 더 많은 여성들이 참정권 운동에 참여할 것이라고 믿었다. 의사인 알렉스 스몰락(Alex Smolak)은 진보주의 시대 백인 노예 제도에 시달린 여성들이 직면한 많은 건강상의 위험을 연구했다. 그녀는 "백인 노예 제도, 매춘굴 폭동, 성병, 그리고 여성 구하기..."라는 제목의 기사에서 "진보주의 시대는 사회가 급변하던 시기로, 도시화, 산업화, 상업화, 이민, 그리고 문명화 도덕성 등 모든 것이 상호 작용하여 매춘과 반매춘 운동을 동시에 부채질했다"고 말한다. "1910년 미국 백인 노예 법"과 함께 "백인 노예 매매 억제를 위한 국제 협정"은 미국을 포함한 13개국에 의해 1904년에 비준되었다. 다음 45년 동안 여성과 아동 매매 억제를 위한 국제 협약은 국제연맹에 의해 채택되었고, 백인 노예라는 용어는 오늘날 흔히 사용되는 인신매매라는 단어로 대체되었다.

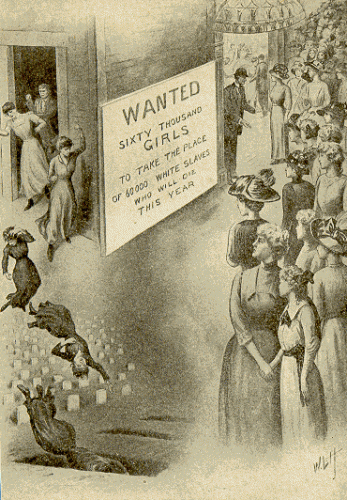
신문 기사: "올해 죽을 6만 명의 백인 노예 대신할 6만 명의 소녀 모집"

### 유엔
성노예를 다루는 최초의 국제 협약은 1949년 유엔 인신매매 및 매춘 착취 억제를 위한 협약이었다. 이 협약은 인간의 존엄성과 가치에 부합하지 않는 성매매에 대한 폐지론적 이념을 따랐다. 미래 법률의 모델이 된 1949년 유엔 협약은 모든 국가에 의해 비준되지는 않았지만 1951년에 발효되었다. 이러한 초기 노력은 위에서 언급된 2000년 국제 조직 범죄 방지 협약으로 이어졌다. 이 문서들은 현재 인신매매에 관한 국제법의 요소를 담고 있다.
2011년, 유엔은 소녀 피해자가 전체 인신매매 아동의 3분의 2를 차지한다고 보고했다. 소녀는 전체 감지된 피해자 수의 15~20%를 차지했으며, 소년은 약 10%를 차지했다. 유엔 보고서는 132개국이 제공한 공식 데이터를 기반으로 했다.
2013년, 유엔은 세계 인신매매 반대의 날을 제정하는 결의안을 채택했다. 첫 번째 세계 인신매매 반대의 날은 2014년 7월 30일에 열렸으며, 이제 매년 7월 30일에 기념된다.
현재 국제 조약에는 1964년에 발효된 결혼 동의, 결혼 최소 연령 및 결혼 등록에 관한 협약이 포함된다.

### 미국에서

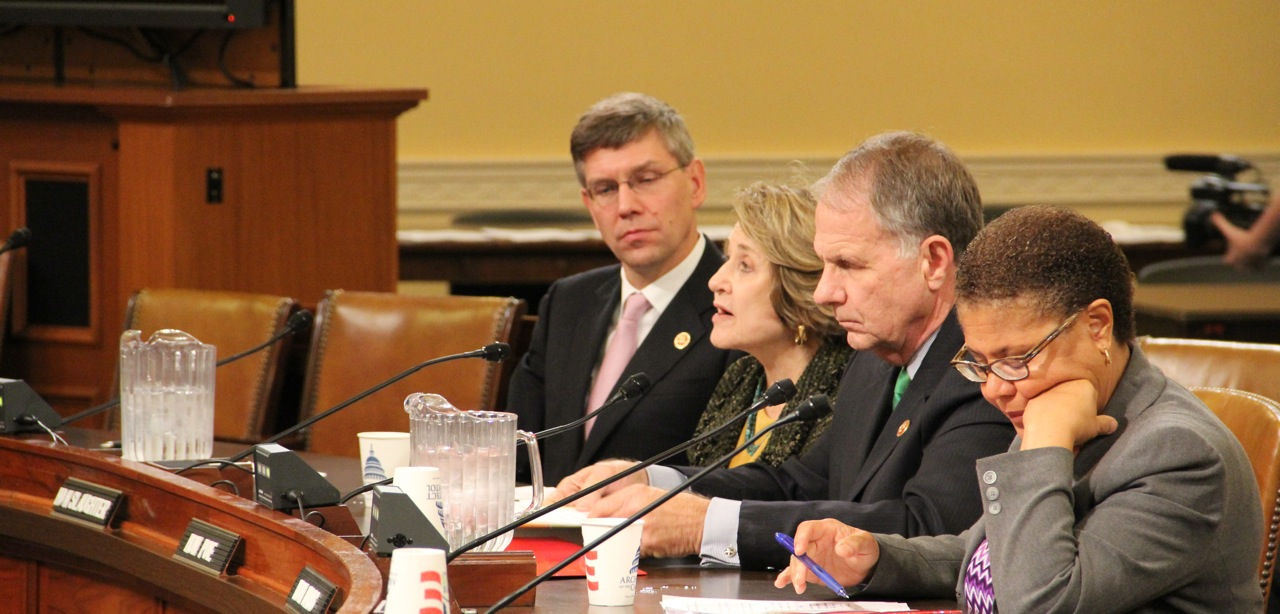
루이스 슬로터(Louise Slaughter)가 2013년 10월 23일 상임위원회 인적자원 소위원회 청문회에서 증언했다. 그녀는 에릭 폴슨(Erik Paulsen, R-MN) 의원과 공동 발의한 법안에 대해 강력한 지지를 표명했는데, 이 법안은 미국 내에서 위탁 양육 아동들이 성매매로 유입되는 높은 비율을 다루는 내용이었다.

1910년, 미국 의회는 "매춘 또는 타락, 또는 기타 부도덕한 목적"으로 여성을 주 경계를 넘어 운송하는 것을 중범죄로 규정한 1910년 백인 노예 매매법 (일반적으로 맨 법으로 알려져 있음)을 통과시켰다. 이 법의 주요 명시된 의도는 매춘, 부도덕, 특히 매춘 목적의 인신매매를 다루는 것이었지만, "부도덕"의 모호함은 효과적으로 인종간 결혼을 범죄화하고 미혼 여성이 도덕적으로 잘못된 행위를 위해 주 경계를 넘는 것을 금지했다. 1914년, 이 법에 따라 주 경계를 넘어 체포된 여성 중 70%가 자발적 매춘으로 기소되었다. 성노예의 개념이 백인 여성에서 빈곤 국가의 노예 여성으로 바뀌면서, 미국은 이 문제를 해결하기 위해 외국인이 국내에 입국하는 것을 제한하는 이민법을 통과시키기 시작했다. (정부는 새로운 이민 정책에 대한 다른 관련 없는 동기를 가지고 있었다.) 긴급 할당량법 (1921년) 및 1924년 이민법과 같은 여러 법안은 유럽 및 아시아 출신 이민자가 미국에 입국하는 수를 줄였다. 1920년대의 강화된 제한 (1952년 이민 및 국적법과 1965년 이민 및 국적법에 의해 크게 완화됨) 이후 인신매매는 1990년대까지 주요 문제로 간주되지 않았다.
상업적 성행위 법은 사람이 18세 미만이거나 강제, 사기 또는 협박이 존재하는 경우 상업적 성행위에 참여하게 될 것을 알면서 사람을 모집, 유인, 획득, 제공, 이동 또는 은닉하거나 그러한 활동으로 이득을 얻는 것을 불법으로 규정한다.
빌 클린턴 대통령 행정부 말기에 의회는 전 세계적인 인신매매 퇴치를 목표로 2000년 인신매매 및 폭력 피해자 보호법(TVPA)을 통과시켰다. 조지 W. 부시 행정부에서는 TVPA의 범위 내에서 성매매 퇴치가 우선순위가 되었으며, 인신매매 및 성매매를 현대판 노예 제도로 규정했다. TVPA는 인신매매 및 성매매 피해자에 대한 서비스를 강화하고, 생존자들이 기소에 협력하도록 유인하여 법 집행 기관이 인신매매범을 기소할 수 있는 능력을 높이며, 인신매매에 대한 교육을 늘리고, 법 집행 기관이 인신매매를 식별하도록 훈련하는 것을 목표로 한다. TVPA는 또한 성매매 피해자 치료를 위한 자금을 모금하여 그들에게 숙소, 음식, 교육 및 재정 지원을 제공하도록 의무화한다. 국제적으로 TVPA는 다른 국가들이 미국으로부터 인신매매 퇴치를 위한 지원을 받기 위한 기준을 설정했다. TVPA는 또한 신청자가 T 비자의 혜택을 받기 위해 충족할 수 있는 두 가지 조건을 설정한다. 첫째, 인신매매 피해자는 인신매매 당했음을 증명해야 하고 둘째, 인신매매범에 대한 기소에 협력해야 한다. 인신매매 생존자들이 기소 과정에 협력하도록 유인하지만, 일부 학자들은 이러한 유인이 유효하지 않다고 보는데, 이는 입증 책임이 피해자에게 전가되기 때문이다. 대안의 한 예는 코네티컷 주에서 찾아볼 수 있는데, 여기에는 미성년 성매매 피해자를 위한 안전 항구 법률이 있다. 이 법률은 생존자들에게 면책권을 제공하고 개인에게서 입증 책임을 전환한다. 일반적으로 생존자들의 기소 협력을 유인하는 것은 감정적 조작과 종종 생존자들이 인신매매범을 고발하거나 도움을 요청하는 것을 막는 인식된 로맨틱 애착을 고려할 때 도움이 될 수 있다. TPVA의 초기 시행 후 여러 기관과 태스크포스가 설립되었다. 이 법은 또한 여러 차례 수정 및 재승인을 거쳤다. 2000년 2월, 법무부는 인신매매 및 노동 착취 태스크포스 핫라인을 설립하여 개시 및 조사된 인신매매 사건 수를 늘렸다. 2001년에는 인신매매 감시 및 퇴치 사무국이 설립되었다. 2001년과 2003년 모두 인신매매범을 기소하기 쉽도록 새로운 형사 법규가 TVPA에 추가되었다. 2003년, TPVA는 생존자들이 형사 사법 시스템에 의존하는 것을 줄이기 위해 인신매매 사건에 대한 민사 구제 수단을 제공하도록 개정되었다. 이 법은 2003년, 2005년, 2008년, 2013년에 재승인되었다. 국무부는 연례 인신매매 보고서(TIP Reports)를 발행하는데, 이는 미국과 다른 국가들이 인신매매 사업을 파괴하고, 인신매매범을 체포하고, 피해자를 지원하는 데 이룬 진전을 검토한다.
주 차원에서 성매매 법률은 정의와 접근 방식에 따라 다양하다. 캘리포니아 성매매 법률은 여성에게 법적 보호를 제공하여 형사 사법 시스템 외부에서 선택을 하고 민사 구제 수단을 추구할 수 있도록 한다. 캘리포니아 법률은 또한 성매매 사건에서 사회복지사 특권을 제공한다. 코네티컷 주에서는 미성년 성매매 피해자를 위한 안전 항구 법률 외에도 호텔 산업 종사자들을 교육하여 성매매를 식별하도록 강조하고 있다. 인신매매 활동이 종종 호텔에서 발생하므로 직원들이 이러한 발생을 식별하고 보고할 수 있어야 한다는 논리이다. 또한 호텔 산업이 호텔에 손님을 유치함으로써 재정적 이득을 얻기 때문에 성매매를 보고하도록 유인책이 제공되어야 한다는 주장도 있다. 코네티컷 성매매 법률의 또 다른 조항은 성 구매자에 대한 처벌 강화이다.
2019년 7월, 연방수사국(FBI)은 한 달 동안 성매매 인신매매범을 찾아내고 아동 피해자를 구출하기 위한 작전을 수행했다. "독립의 날 작전"이라는 이니셔티브 아래 미국 전역에서 100명 이상의 성매매 피해자가 성공적으로 구출되었다. 또한 총 67명의 인신매매 용의자가 체포되었다.
2021년 말, 조 바이든 대통령은 인신매매와 싸우기 위한 업데이트된 계획에 서명했다. 이 계획은 인신매매 퇴치를 위한 국가 행동 계획(NAP)이라고 불린다. 새로운 버전은 인신매매에 가장 큰 영향을 받는 사회 구성원들을 대상으로 한다. 여기에는 사회적, 경제적 불평등을 불균형적으로 겪으며 인신매매에 더 취약한 소외된 집단이 포함된다. 이는 피해자 보호 개선, 인신매매범에 대한 강력한 기소, 기타 예방 조치를 포함하는 3개년 계획이다. 국가 행동 계획은 인신매매 방지 서비스 및 정책을 효과적으로 지원하기 위해 모든 정부 수준 및 기관 간의 협력을 요구한다. 이 계획은 인신매매 생존자들의 조언을 바탕으로 어떤 예방 조치를 취해야 하며, 어떤 보호와 자원이 생존자들에게 할당되어야 하는지를 결정한다. 이 계획은 인종 및 젠더 불균형을 개선하고, 노동자의 권리를 향상하며, 안전한 이주를 확립함으로써 소외된 지역 사회의 필요를 해결하는 것을 목표로 한다.
오바마 대통령부터 시작하여 2010년부터 역대 모든 대통령은 1월을 인신매매에 대한 교육과 인식을 높이는 달로 선포했다. 1월은 "국가 인신매매 예방의 달"이 되었다. 이 기간 동안 인신매매 예방을 위한 노력과 진전이 기념된다. 미국 국무부는 국제적으로 인신매매에 대한 정보를 전파하는 임무를 맡고 있다. 이는 전 세계적으로 인신매매 방지 노력의 중요성을 강조하고 대화를 이어가기 위한 것이다. 1월 동안 사람들은 인신매매를 식별, 예방, 대응하기 위해 어떻게 협력할 수 있는지 배운다.

### 유럽 평의회
보충적 보호는 유럽 평의회 아동 성 착취 및 성 학대 방지 협약 (2007년 10월 25일 란사로테섬에서 서명)을 통해 보장된다. 이 협약은 2010년 7월 1일에 발효되었다. 2020년 11월 현재, 이 협약은 47개국에 의해 비준되었으며, 아일랜드는 서명했지만 아직 비준하지 않았다. 이 협약의 목표는 회원국들이 인신매매 문제를 해결하고 피해자를 보호하는 데 책임을 지도록 독립적이고 효과적인 감시 시스템의 틀을 제공하는 것이다. 이 법의 이행을 감시하기 위해 유럽 평의회는 인신매매 대응 전문가 그룹(GRETA)을 설립했다. 이 협약은 GRETA의 구조와 목적을 다루며, 그룹이 협약에 서명한 국가들이 취한 조치를 평가하는 보고서를 발행할 책임을 지게 한다.

### 기타 정부 조치
인신매매와 싸우기 위한 조치는 정부마다 다르다. 일부 정부 조치에는 다음이 포함된다:
- 인신매매를 범죄화하는 것을 특별히 목표로 하는 법률 도입;
- 다수 국가의 법 집행 기관과 비정부 기구(NGO) 간의 협력 발전; 그리고
- 문제에 대한 인식 제고.

인식 제고는 세 가지 형태를 취할 수 있다. 첫째, 정부는 잠재적 피해자들, 특히 인신매매범이 활발한 국가에서 잠재적 피해자들 사이에서 인식을 높일 수 있다. 둘째, 경찰, 사회 복지사 및 이민 담당관들 사이에서 인식을 높여 문제에 적절하게 대처할 수 있도록 할 수 있다. 마지막으로, 매춘이 합법적이거나 반합법적인 국가에서는 매춘 고객들 사이에서 인식을 높여 인신매매 피해자의 징후를 감시할 수 있도록 할 수 있다. 일반적인 인식을 높이는 방법에는 종종 텔레비전 프로그램, 다큐멘터리 영화, 인터넷 통신 및 포스터가 포함된다.

### 예방 및 개입 노력에 대한 비판
많은 국가들이 무대책 또는 비효율적인 조치로 비판을 받아왔다. 비판에는 인신매매 피해자를 제대로 식별하고 보호하지 못한 정부의 실패, 인신매매 피해자를 잠재적으로 재피해화하는 (추방을 포함하여) 이민 정책의 제정, 그리고 취약 계층이 인신매매 피해자가 되는 것을 막는 데 불충분한 조치가 포함된다. 특히 일부 국가들이 성매매 외의 목적으로 인신매매를 다루는 것을 꺼린다는 비판이 있었다.
성노동 및 성매매 방지 노력은 성매매를 퇴치하거나 피해자에게 지원을 제공하는 것을 목표로 하지만, 특정 국가 및 국제 정책, 법 집행 전략, 활동가 노력의 의도하지 않은 영향에 대해 우려를 제기했다. 예를 들어, 미국이 2004년 TIP 보고서에서 일본을 2등급으로 평가한 것은 일본 정부가 성 산업 내 사업체에서 고용을 찾는 이주 노동자들이 때때로 사용하는 연예인 비자 취득 절차 및 정책에 추가적인 제약을 가하도록 장려했다. 그러나 이러한 규제는 이러한 비자의 일부 제3자 중개인들이 이주민을 착취할 기회를 제공했으며, 동시에 이주민들이 열악한 노동 조건이나 과도하게 제한적인 관행을 가진 고용주(예: 여권 압수 또는 사업장 외부로의 이동 제한)를 떠날 수 있는 능력을 제한했다. 일부 국가의 법 집행관들의 관행은 비인신매매 성노동자들이 매춘 혐의로 징역형을 피하기 위해 스스로를 인신매매 피해자로 선언하고 지원 및 재활 프로그램에 참여하도록 유인했다는 비판도 받았다.

### 비정부 기구 (NGO)
많은 비정부 기구들이 성매매 문제에 대해 활동한다. 주요 NGO 중 하나는 아가페 국제 선교회(IJM)이다. IJM은 라틴 아메리카, 아시아, 아프리카의 개발도상국에서 인신매매와 싸우는 미국 기반의 비영리 인권 단체이다. IJM은 자신이 "노예 제도, 성적 착취 및 기타 형태의 폭력적인 억압의 피해자에게 구원을 가져다주는 인권 기관"이라고 말한다. 이 단체는 "억압받는 피해자들에게 신이 의도한 것, 즉 그들의 삶, 자유, 존엄, 노동의 결실을 되찾아주는 것"이 목표라고 주장하므로 신앙 기반 조직이다. IJM은 미국 정부로부터 90만 미국 달러 이상을 지원받는다. 이 조직은 피해자 구출을 위한 두 가지 방법을 사용한다: 지역 경찰과의 협력 하에 매춘업소를 급습하는 것과, 잠복 요원이 미성년 소녀로부터 성 서비스를 구매하는 척하는 "함정 구매" 작전이다. 급습 및 구출 후 여성들은 NGO(교회 등) 또는 정부에서 운영하는 재활 프로그램으로 보내진다.
착취 및 인신매매 피해자에게 서비스를 제공하는 생존자 주도 조직도 있는데, 2003년에 하모니 더스트가 설립한 트레저스(Treasures)와 1998년에 레이첼 로이드(Rachel Lloyd)가 설립한 젬스(GEMS)가 있다.
또한 성매매를 포함한 인신매매 문제에 대해 활동하는 국가 비정부 기구도 있다. 예를 들어 케냐에서는 인신매매 반대 인식(HAART)이 국내의 모든 인신매매를 종식시키기 위해 노력하고 있다. HAART는 또한 UNANIMA International의 '수요 중단' 캠페인에도 참여했다.
인도에서는 J. 월터 톰슨 암스테르담이 정의 학교(School for Justice)를 열었다. 이곳에서 성매매 생존자들은 변호사가 되기 위한 교육을 받는다. 전체 프로그램은 각 소녀가 완료하는 데 5~6년이 걸릴 것으로 예상된다. 이 여성들은 상업적 성 착취 사건에 특별히 초점을 맞춘 법학 학위를 받고 졸업하게 된다. JWT는 언젠가 그들이 한때 자신들을 착취하고 학대했던 범죄자들과 싸울 수 있는 검사나 심지어 판사가 될 수 있기를 바란다.
NGO들은 성매매 퇴치를 위해 최고의 의도를 가지고 있는 경우가 많다. NGO들은 종종 서구에서 자금을 지원받으며 문화가 매우 다른 국가에서 활동한다. 연구에 따르면 서구 NGO 직원들은 그들이 서비스를 제공하는 지역 사회의 문화에 적응하는 데 느리다. 이는 종종 NGO와 지역 사회 간의 단절로 이어진다. NGO 직원들은 성매매 피해자들의 이야기를 전달할 책임이 있다. 이는 서구 NGO의 목소리가 그들이 섬기는 사람들의 목소리보다 더 합법적이라고 믿게 하는 계층적 구조를 만들 수 있다. 따라서 제3세계 여성을 후진적이고 다른 존재로 본질화하는 개념을 강화한다.
일본은 성매매의 인기 있는 장소이다. 일본은 여성 성매매의 오랜 역사를 가지고 있다. 국가 역사상 상당 기간 동안 성매매는 일본에서 합법이었다. 이로 인해 정부는 합법적인 성매매와 불법 매춘을 구별하기 어렵다. 이 지점에서 NGO가 정부를 돕기 위해 나선다. NGO는 정부 정책이 특정 문제를 해결하지 못하는 국가에서 서비스를 제공한다. 그러나 일본에서는 여성 문제에 초점을 맞춘 NGO가 지역 자금을 받기 어렵다. 이러한 약한 정치적 지원은 일본에서 NGO의 활동을 훨씬 더 어렵게 만든다. 일본의 여성 인권에 대한 지원 부족은 그 나라에서 NGO의 역할이 왜 그렇게 중요한지를 보여준다.

### 캠페인 및 이니셔티브
공공 정보 캠페인은 "정책적 결과를 달성하기 위해 대중 또는 대중의 특정 부분과 소통하기 위한 정부 주도의 후원된 노력"으로 정의된다.
지난 10년간 스페인에서는 성매매가 급증했다. 이러한 위기에 비추어 사회 운동, 조직 및 정부 기관은 제2차 성매매 방지 국가 계획 및 반인신매매법과 같은 정책을 시행했다. 2008년에서 2017년 사이에 스페인에서 성매매 퇴치 캠페인이 연구자들에 의해 검토되었다. 그들의 연구는 많은 캠페인이 성매매 피해자의 취약하고 약한 서술에 초점을 맞추는 반면, 성매매 범죄 자체와 그것이 번성하도록 허용하는 경제 시스템에는 초점을 맞추지 않는다는 것을 보여주었다. 연구에 따르면 이러한 서술은 반복되는 취약성과 순결의 언어를 통해 성매매 피해자들을 무력화시킨다. 연구자들은 이러한 캠페인에서 제공되는 정보 부족이 성공을 방해한다고 설명한다. 캠페인은 성노동에 착취당하는 여성들의 엄청난 숫자를 제시하지만, 성매매가 번성하도록 허용하는 시스템에 대한 맥락은 제공하지 않는다.
1994년에 여성 인신매매 반대 글로벌 연합이 여성 인신매매를 모든 근거에서 퇴치하기 위해 설립되었다. 이 연합은 아프리카, 아시아, 유럽, 라틴 아메리카, 카리브해 및 북미 지역의 100개 이상의 비정부 기구로 구성되어 있다. 데미와 애슈턴 (DNA) 재단은 유명한 인도주의자인 데미 무어와 애슈턴 쿠처가 2009년에 미국 내 인신매매 (특히 아동 성매매) 퇴치 노력을 위해 설립했다. 2010년 9월, 이 두 사람은 다른 할리우드 스타들과 마이크로소프트, 트위터, 페이스북과 같은 기술 기업들과 함께 아동 성매매 퇴치를 위한 "진정한 남성은 소녀를 사지 않는다" 캠페인의 시작을 발표했다. "진정한 남성은 소녀를 사지 않는다"는 고위 인사 남성들이 아동 성매매에 대해 목소리를 내는 것이 상업적 성매매에서 어린 소녀들에 대한 수요를 줄이는 데 도움이 될 수 있다는 아이디어에 기반한다. 인기 TV 채널 MTV는 성매매 퇴치 캠페인을 시작했다. MTV EXIT (착취 및 인신매매 종식)이라는 이니셔티브는 MTV EXIT 재단 (이전 MTV 유럽 재단)이 인신매매에 대한 인식을 높이고 예방을 강화하기 위해 제작한 멀티미디어 이니셔티브이다.
또 다른 캠페인은 A21 캠페인으로, 21세기 불의를 폐지하는 것에 초점을 맞추고 있으며, 총체적인 접근 방식을 통해 인신매매 문제를 해결하는 데 중점을 둔다. 이들은 잠재적 피해자들에게 취약성을 줄이는 전략을 통해 인신매매될 가능성을 가장 잘 줄이는 방법에 대한 교육과 귀중한 정보를 제공한다. 이 조직은 또한 피해자들에게 안전한 환경을 제공하고 그들의 애프터케어 시설에서 회복 프로그램을 운영한다. 또한 피해자들에게 법적 자문과 대변을 제공하여 그들이 인신매매범을 기소할 수 있도록 돕는다. 캠페인의 또 다른 핵심 요소는 더 많은 인신매매범을 감옥에 보내는 더 포괄적인 법률을 제정하도록 입법에 영향을 미치는 것이다.
낫 포 세일 (단체) 캠페인은 미국, 페루, 네덜란드, 루마니아, 태국, 남아프리카 공화국, 인도에서 인신매매 피해자들을 돕기 위해 활동한다. 2013년에만 2,062명에게 4,500건의 서비스를 제공했다. 도움을 받은 피해자들의 대다수는 네덜란드 출신이었고, 피해자 수는 2012년보다 42% 증가했다. 이 캠페인은 대부분의 자금을 피해자들의 건강 및 영양 관리와 교육에 할당한다. 낫 포 세일은 피해자들에게 안전한 보호소를 제공하고 삶의 기술과 직업 훈련을 통해 그들에게 힘을 실어준다. 이는 인신매매 피해자들이 품위 있는 노동 형태로 노동 시장에 재진입하는 데 도움이 된다. 이 조직의 2013년 연례 영향 보고서에 따르면, 피해자의 75%가 성적으로 착취당한 것으로 밝혀졌다.
세계화로 인해 성매매가 악화될 수 있는 새로운 기술이 생겼지만, 기술은 법 집행 및 인신매매 퇴치 노력에도 도움이 될 수 있다. 슈퍼볼을 둘러싼 온라인 광고에 대한 연구가 진행되었다. 여러 보고서에 따르면 이전 슈퍼볼 기간 동안 성매매가 증가한 것으로 나타났다. 2011년 댈러스 텍사스에서 열린 슈퍼볼 기간 동안 댈러스 지역의 백페이지 웹사이트는 해당 일요일 성인 섹션 게시물 수가 136% 증가했다. 일반적으로 일요일은 성인 섹션 게시물 수가 가장 낮은 요일로 알려져 있었다. 연구자들은 이러한 온라인 광고에서 가장 두드러진 용어를 분석하여 대부분의 사용된 단어가 많은 에스코트들이 슈퍼볼을 위해 댈러스로 주 경계를 넘어 이동하고 있음을 시사한다는 것을 발견했다. 또한 자체 보고된 연령이 평소보다 높았는데, 이는 더 나이 많은 성노동자 인구가 이 행사에 이끌렸음을 나타내지만, 이는 자체 보고된 데이터이므로 신뢰할 수 없다. 슈퍼볼을 둘러싼 성매매 급증에 대한 언론의 많은 과장에도 불구하고, 학자들과 인신매매 퇴치 운동가들은 이것이 대체로 신화라고 말한다. 그들은 대규모 행사 동안 상업적 성 시장이 소폭 증가하지만, 성매매는 연중 내내 발생하는 문제라고 말한다. 트위터는 성매매를 탐지하기 위해 연구된 또 다른 소셜 네트워킹 플랫폼이었다. 디지털 도구는 성매매 사건의 범위를 좁히는 데 사용될 수 있지만, 불완전하고 불확실성이 따른다.

#### '수요 종식'
"수요 종식(End Demand)"이라는 용어는 성 구매자, 즉 고객에게 초점을 맞춘 성매매 방지 전략을 의미한다. 일반적인 전략은 합의 여부와 관계없이 성 구매를 범죄로 규정하는 것이다. 수요 종식은 미국과 캐나다를 포함한 일부 국가에서 매우 인기가 많다. 예를 들어 1990년대에는 미국 외부의 여성 성매매에 대한 특별한 언론의 관심이 집중되었다. 당시 이에 대한 페미니스트들의 반응은 인신매매 피해자를 위한 사회 서비스뿐만 아니라 성 구매자에 대한 더 가혹한 처벌을 요구하는 것이었다. 수요 종식 전략의 지지자들은 성 구매자를 "재활"시키기 위한 성범죄자 재범방지 교육과 같은 이니셔티브, 성 구매자 체포 증가, 그리고 조리돌림 (예: 잡힌 성 구매자의 이름을 공개하는 광고판 및 웹사이트)을 지지한다. 성범죄자 재범방지 교육은 1995년 샌프란시스코에서 개척되어 현재 미국 내 많은 도시뿐만 아니라 영국과 캐나다와 같은 다른 국가에서도 사용되고 있다. 일부는 성범죄자 재범방지 교육 프로그램을 운전 안전 교육 과정에 비유하는데, 이는 초범자들이 매춘의 해악에 대한 수업에 참석하기 위해 비용을 지불할 수 있고, 수료 시 성 구매자에 대한 혐의가 기각되기 때문이다. 수요 종식 전략과 일치하는 또 다른 이니셔티브는 2011년 미스 캐나다인 타라 텅이 시작한 전국 순회 캠페인 "정의의 길을 밝히다"이다. 텅의 이니셔티브는 매춘과 성매매를 조장하는 상업적 성행위에 대한 수요를 종식시키기 위한 청원서를 배포한다. 수요 종식 노력에는 대규모 대중 인식 캠페인도 포함된다. 스웨덴, 매사추세츠, 로드아일랜드, 조지아주 애틀랜타에서 캠페인이 시작되었다. 매사추세츠와 로드아일랜드는 또한 매춘을 범죄화하고 성 구매자를 표적으로 하여 수요 종식 노력을 강화하는 입법 노력도 기울였다.
애틀랜타 캠페인은 2006년부터 2008년까지 진행되었으며, "Dear John"이라는 제목으로 Potential Johns에게 성 구매를 단념하도록 지역 미디어에 광고를 게재했다. 광고는 존에게 보내는 이별 편지를 모방했다.
디어 존 캠페인 비평가들은 캠페인의 '남성 수요' 측면에 초점을 맞추며, 이러한 스타일의 캠페인이 성 구매자와 인신매매 여성에 대한 젠더화되고 인종화되고 성적으로 고정된 가정을 강화한다고 본다. 미국에서 성 구매자에 대한 역사적 담론은 인종적으로 충전되어 있다. 이러한 인종화된 특성의 한 예는 태국 마사지 업소의 유혹과 관련이 있다. 이러한 반대에도 불구하고, 입법자들은 이러한 메시지가 도덕적으로 설득력이 있다고 판단했다. 이 캠페인은 애틀랜타 지역 주민들에 의해 운영되었다. 캠페인 옹호자들은 젊은 여성들이 체포되고 성 구매자들은 그렇지 않다는 것을 미디어를 통해 시민들에게 알렸다. 맥락 분석 연구는 캠페인의 본질적인 특성을 보여주었다. 디어 존 캠페인 포스터는 여성을 성과의 관계에서 정의한다. 또한 이미지에 백인 소녀들만 묘사하여 관심을 가질 가치가 있는 피해자는 젊고 백인이며 순수한 소녀들뿐이라는 것을 암시한다.
캠페인 포스터에는 존의 이미지가 없다. 이에 대한 그럴듯한 설명은 캠페인이 메시지의 범위를 넓히고 인종적 고정관념을 피하기 위한 노력일 것이다. 반대로, 인신매매 소녀의 인종적 고정관념은 분명하다. 이는 포스터가 전달하는 이미지와 일치하지 않는 대다수의 피해자를 배제한다. 애틀랜타의 입법자들은 성 구매를 용납하지 않겠다는 대중 성명으로서 캠페인을 전폭적으로 지지했다. 이러한 공개 성명은 도시가 피해자를 위한 주거 및 서비스를 제공하는 단체에 제공한 실제 자금 규모와는 극명한 대조를 이룬다. 도시는 캠페인의 효과에 대한 연구를 수행하지 않았으므로, 캠페인이 도시에 미친 실제 영향에 대한 데이터가 없다. 또한 캠페인 광고는 영어로만 제공되었으며, 많은 사람들이 '디어 존' 언급에 익숙하지 않다는 점도 중요하다. 입법자들은 캠페인이 문제에 대한 인식을 높이는 데 효과적이었으며, 따라서 여론과 정책을 형성했다고 믿는다.

### 인신매매에 대한 세계적 투쟁에서 남성 인정
남성과 소년의 성적 착취에 대한 대화, 옹호, 법적/사회적 지원 서비스 및 학술 연구의 부족은 남성 성욕, 지배력 및 행동을 둘러싼 더 큰 사회적 담론에 기인한다. 남성성과 성적 지배력에 대한 미디어 표현은 남성이 피해자, 특히 성 관련 범죄의 피해자가 될 수 없다는 생각을 조장한다. 남성 피해자의 취약성과 대중적 지식 및 관심 부족은 남성 피해자를 위한 서비스 및 지원 네트워크의 질과 법적 틀의 강도에 강력하게 반영된다. 전문가들은 "젊은 남성의 인지된 자율성과 회복력"이 남성 피해자들이 필요한 지원을 구하는 것을 막고, 남성을 포함하는 인신매매 방지 서비스 및 지원 네트워크가 처음부터 형성되는 것을 방해하는 강력한 힘이라고 설명한다. 존재하는 남성 피해자를 위한 드문 지원 체계 내에서도 국적 및 이주 상태, 성적 지향, 약물 사용, 사회경제적 지위, 건강 상태, 가족 구조 등 전 세계 여러 지역의 다른 인구 집단에 대한 특정 취약성은 종종 다루어지지 않아 중요한 그룹의 요구가 충족되지 않은 채 남아 있다. 동성애 및 성노동 전반과 관련된 남성 성매매 피해자를 둘러싼 이중 낙인은 남성 피해자들이 나서서 도움을 구하거나 심지어 스스로 조직하는 것을 엄청나게 어렵게 만든다. 일부 학자들은 남성 피해자들이 법 집행 기관과의 접촉에서 여성 피해자보다 더 높은 비율의 경찰 폭력과 잔학 행위에 직면했다고 보고한다.

### 매춘의 범죄화 및 합법화
자발적 및 비자발적 성 구매 및 판매에 관한 법률은 선진국 전반에 걸쳐 크게 다르다. 이들이 성매매에 미치는 영향은 파악하기 어렵다. 미국에서는 미국으로 이주하는 사람들이 성매매에 종사할 때, 그들이 자발적으로 또는 비자발적으로 미국에 왔는지, 또는 성매매 또는 합의된 성노동/매춘을 통해 미국에 왔는지에 따라 범죄화된다. 성매매 내에서 개인의 역할을 식별하는 데 사용되는 한 가지 전술은 상황 또는 맥락 내에서 승낙의 존재 여부인데, 이는 누군가가 성매매 피해자인지 매춘부인지 판단하는 데 사용된다. 이 틀에는 허점이 존재하는데, 이는 승낙을 식별하는 것이 모든 경우에 항상 간단하지 않기 때문이다. 또한 한 국가 내에서 성노동의 범죄화가 노예 거래 내에서 역할을 하는 사람들이 처리되는 방식에 영향을 미친다. 성노동을 위해 미국으로 이주하는 사람들은 성매매 피해자가 아닌 매춘부로 식별될 경우 법적 지원을 받거나 미래에 시민권을 취득할 능력이 손상될 수 있다.
매춘의 다양한 형태의 범죄화, 합법화 또는 규제를 지지하는 사람들은 모두 자신들의 모델이 성매매를 감소시킨다고 주장할 수 있다. 네덜란드 모델의 합법화 및 규제와 스웨덴 모델의 구매자 및 포주를 범죄화하지만 매춘부는 범죄화하지 않는 방식이 종종 논의된다. 이러한 모델의 차이는 자발적 성노동자 및 구매자의 권리에 대한 인신매매 예방을 대비시킨다. 면허 없는 성 구매를 범죄화하는 동시에 성노동자에게 면허를 부여하는 혼합 모델이 인권을 침해하지 않으면서 인신매매를 줄일 것이라고 주장된다.

### 2017 기부의 날
수많은 국제기구가 협력하여 2017년 7월 30일에 인신매매 반대 기부의 날을 만들어 인식을 높이고 기금을 모금한다. 이날은 유엔이 정한 세계 인신매매 반대의 날이다. 기부의 날은 비영리단체를 위한 크라우드펀딩 플랫폼인 Charidy.com이 주최한다.
2010년 총회는 인신매매 퇴치를 위한 글로벌 행동 계획을 채택하여 전 세계 정부가 인신매매를 물리치기 위해 과감한 조치를 취하도록 장려했다. 목표는 인신매매와의 싸움을 유엔 프로그램에 포함시켜 전 세계의 긍정적인 발전과 안보를 강화하는 것이었다. 이 계획의 주요 부분은 인신매매의 희생자가 된 여성과 어린이를 위한 유엔 신탁 기금을 조성하는 것이다. 이 계획의 신탁 기금은 공인된 NGO에 보조금을 통해 인신매매 피해자를 지원하고 보호하는 것을 보장한다. 미래의 목표는 희생자들이 이주 문제와 함께 희생자였던 사람들을 우선순위에 두는 것이다. 또한 성관계, 장기 적출, 강제 구걸, 강제 범죄 및 새롭게 떠오르는 착취적 이유로 인해 가해자에게 인신매매된 피해자들을 지원하는 데 중점을 둔다.
2013년 총회는 세계 행동 계획을 검토하기 위한 회의를 소집했다. 또한 수많은 국가들이 7월 30일을 세계 인신매매 반대의 날로 선포했다. 그들은 희생자들, 그들이 가진 권리 및 보호를 기억하기 위해 기념 및 인식의 날이 중요하다고 결론지었다.

### 성 구매는 범죄이다
"성 구매는 범죄이다(Buying Sex Is A Crime)"는 인신매매 반대 및 폐지론자 단체들이 사용하는 슬로건이다. 이 슬로건의 최초 공개 사용은 2016년 브리티시컬럼비아주 밴쿠버 지하철 캠페인에서 thetraffickedhuman.org에 의해 이루어졌다. thetraffickedhuman.org는 여성, 청소년, 소녀들의 착취를 종식시키기 위해 활동하는 연합이다.
동일한 광고판 그림이 포함된 슬로건은 2017년 캐나다 전역, 특히 앨버타주 에드먼턴에서 buyingsexisacrime.ca에 의해 사용되었다. 이 슬로건은 에드먼턴 경찰의 자체 인식 캠페인에서도 채택되었다. 2018년, 새로운 캠페인이 buyingsexisacrime.org에서 시작되었으며, 밴쿠버 성 착취 반대 연합이 후원했다. 이 연합은 브리티시컬럼비아주 밴쿠버에 기반을 둔 변호사, 판사, 사회복지사, 전문가, 교사, 활동가, 옹호자들로 구성된 폐지론자 단체로 성 착취를 종식시키기 위해 노력하고 있다.

## 같이 보기
- 인신매매, 특히 여성과 아동의 인신매매를 예방, 억제, 처벌하기 위한 의정서
- 인신매매 예방을 위한 초국가적 노력
- 이주 성노동자
- 섹스 관광
- 가라유키상
- 강제 매춘
- 노동 착취
- 아동 인신매매
- 아동 세탁
- 밀수